# 競艇
- 競技 > 競走 > 競漕（ボート競技） > モーターボート競走 > パワーボート競走 > ハイドロプレーン競走 > 競艇
- 賭博（ギャンブル） > スポーツ賭博 > 公営競技 > 競艇

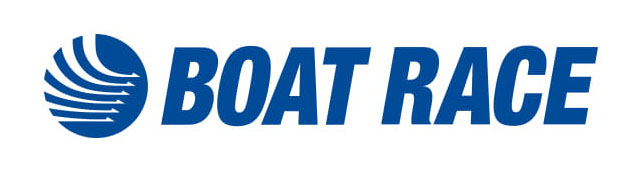
愛称「BOAT RACE」のロゴ

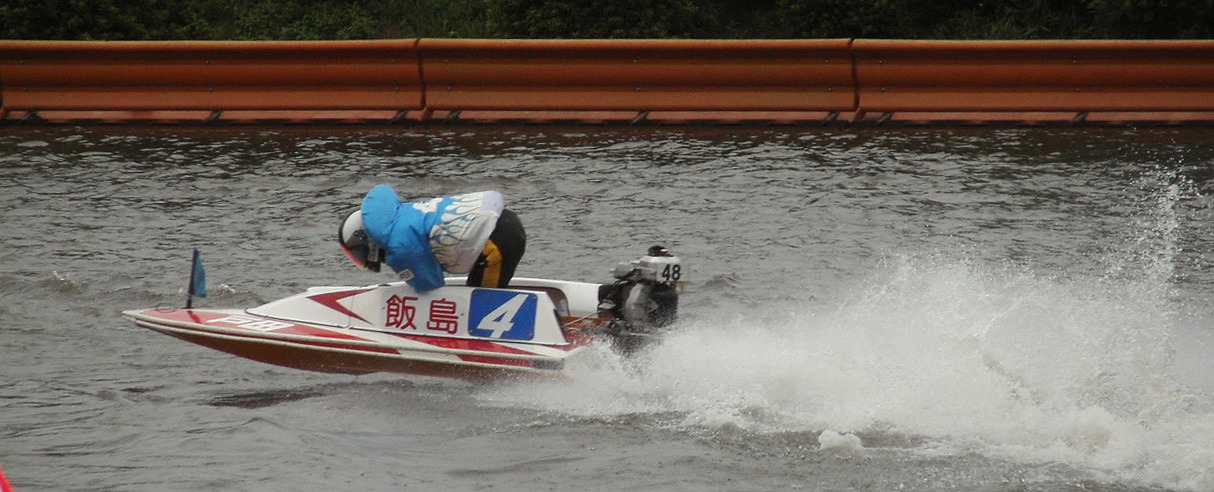
競走中のモーターボート

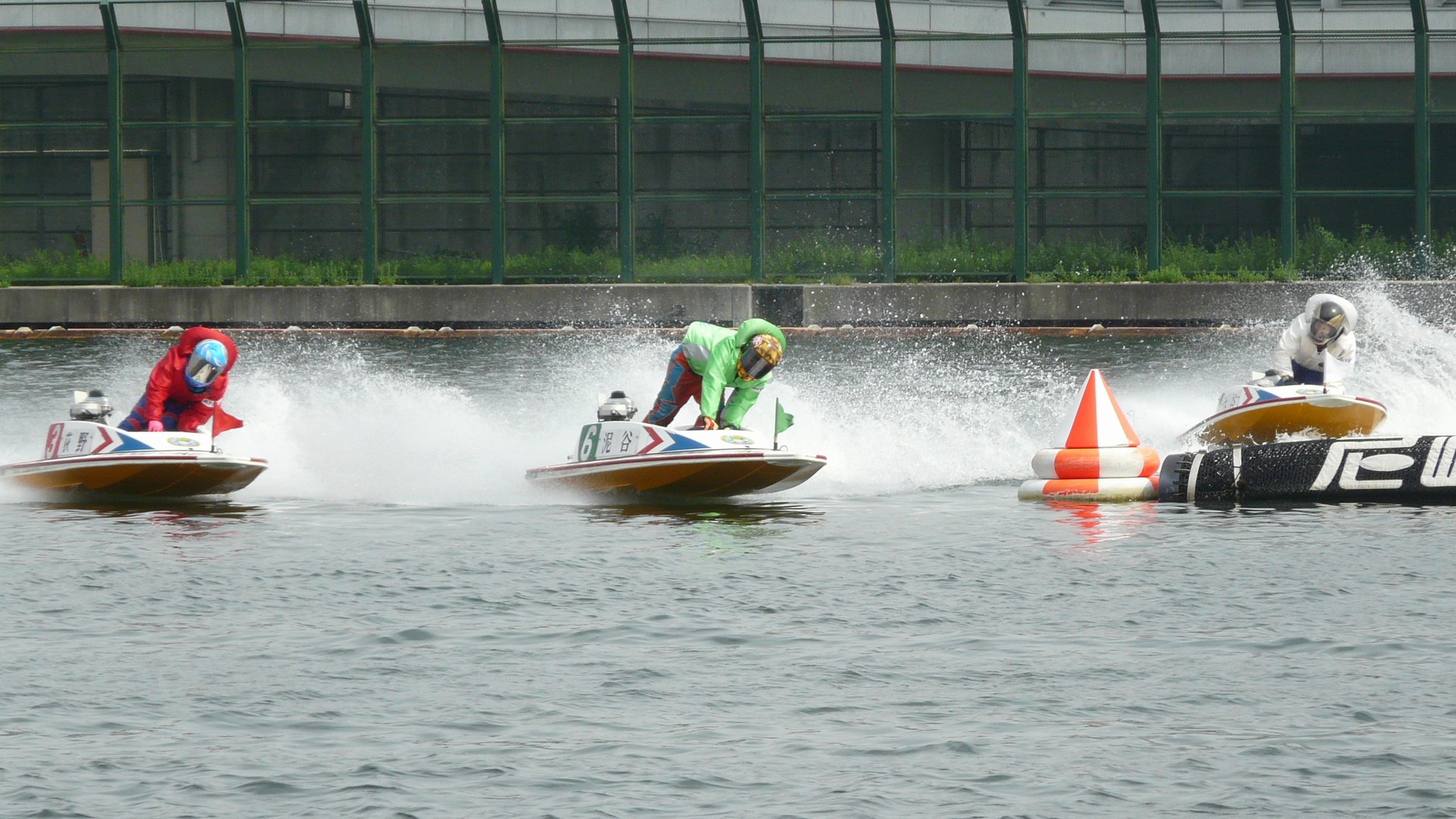
Jay m. N. ターンマークを旋回するモーターボート

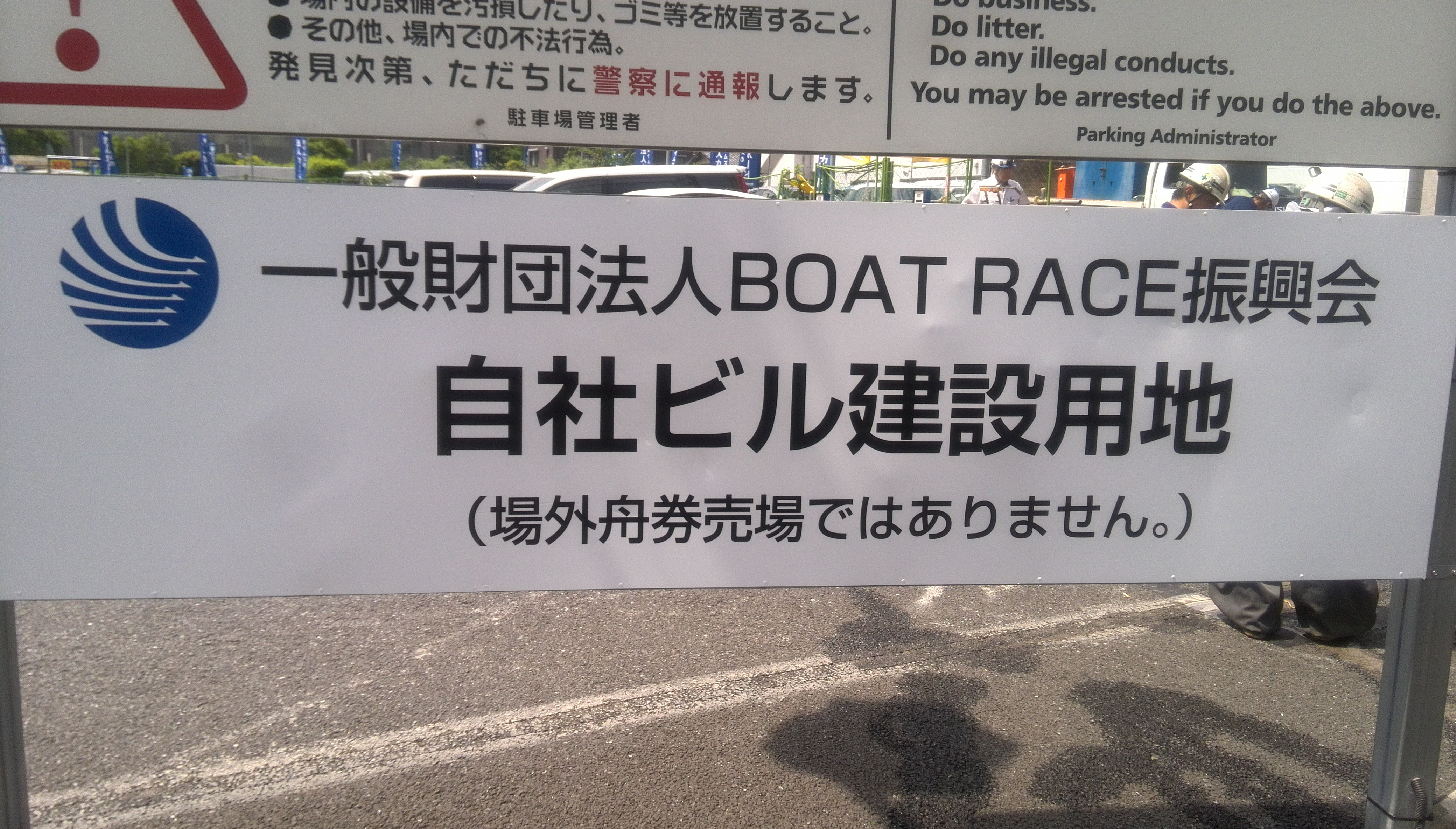
東京都六本木で、一般財団法人BOAT RACE振興会の「自社ビル建設用地」看板（2015年）

競艇（きょうてい）は、モーターボート競走法をはじめとする法令・ルールの下、プロフェッショナルスポーツ選手（競艇選手）によって行われるモーターボート競技。また、その競技の勝敗を予想するギャンブルを示す用語としても使われる。
公営競技の一つであり、競輪・競馬・オートレースと並び「三競オート」と称される。

## 概要

### 勝舟投票券
モーターボート競走法により、総務大臣による指定自治体が地方自治法に基づく一部事務組合となり、パリミュチュエル方式により勝舟投票券（舟券）を販売している。
舟券の売り上げのうち75%は払戻金に充てられる。残り25%のうち7%は収益金として自治体が受け取り、18%は賞金や従業員の賃金、公益財団法人日本財団（旧・財団法人日本船舶振興会）への交付金、モーターボート競走会への委託料などに充てられる。

### 所轄官庁
所轄官庁は国土交通省海事局（中央省庁再編前は運輸省）で、造船関係の産業を振興すること等を目的として、1952年（昭和27年）から実施された。長らく日本独自のものであったが、2002年（平成14年）より韓国の美沙里（ミサリ）競艇場でも行われるようになった。

### 呼称
かつては「競艇」以外に「ボート」「ボートレース」「モーターボート競走」の呼称も使われ統一性はなかったが、1997年（平成9年）度から2009年度まで「競艇 (kyotei)」に統一。2010年（平成22年）度からはブランド名「BOAT RACE」（ボートレース）を導入した。公式の広告では競艇のことをレジャーと称している場合もあり「現代のレジャースポーツ」と言う案内や、競艇専門のチャンネルをレジャーチャンネルと称している。
ちなみに「競艇」の名称の考案者は、津競艇場開設当時の津市長だった志田勝であるとされる。

## 競走
以下の節では、主に日本で行われている競走について詳述する。

### 競走を構成する要素

#### 競走水面

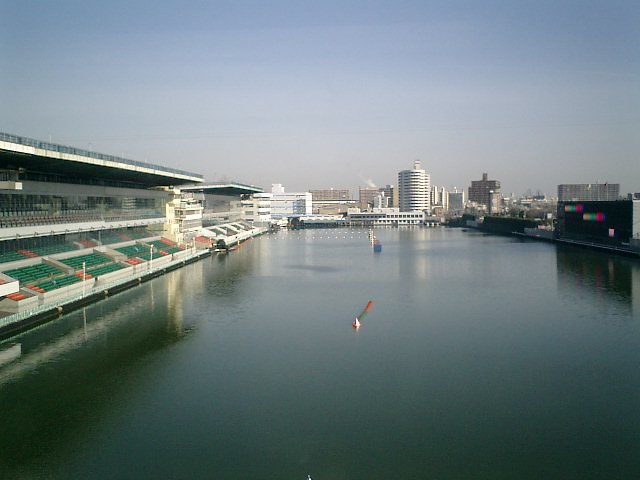
競走水面と観客席スタンド（住之江競艇場）

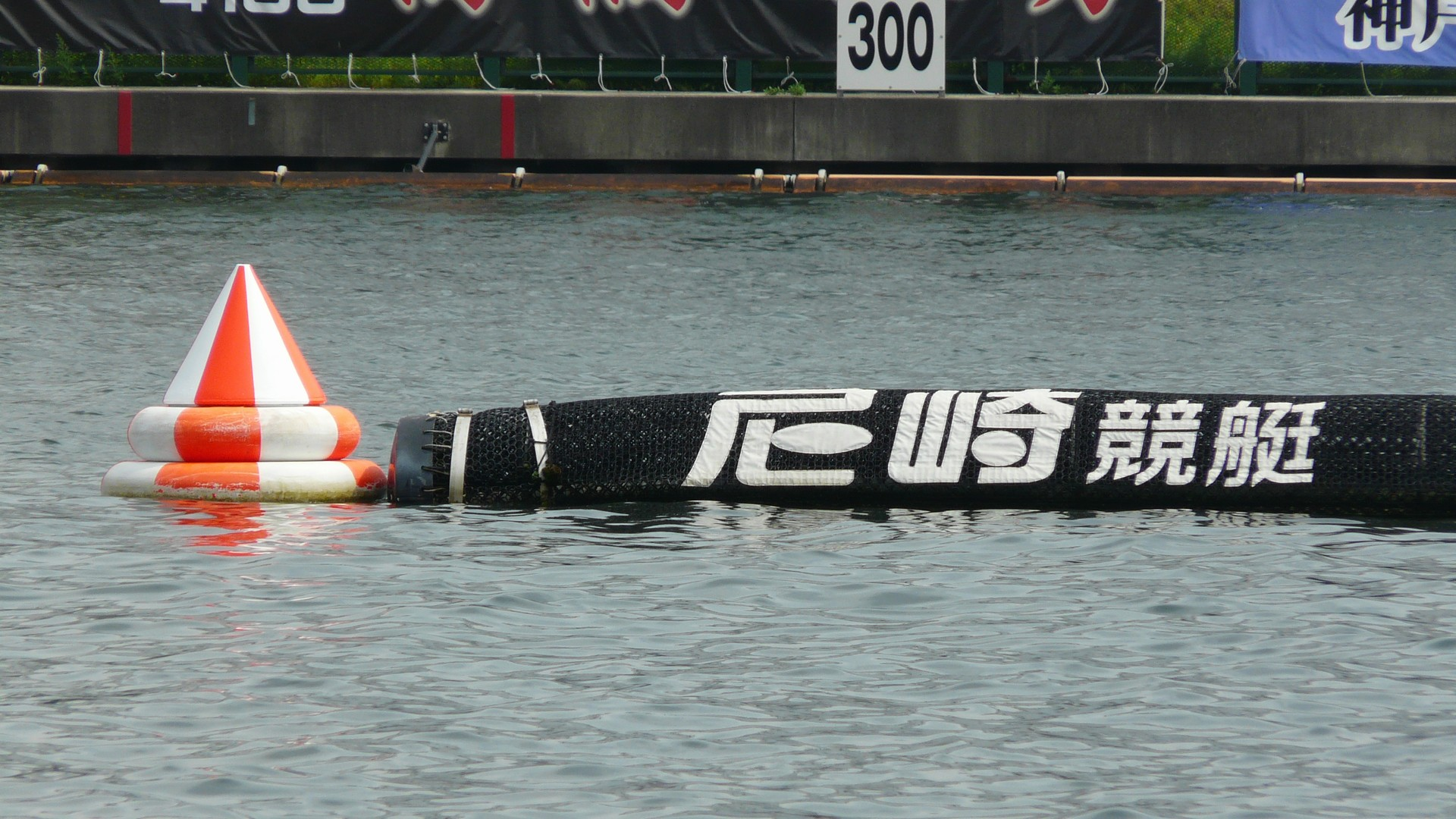
（第2）ターンマーク（尼崎競艇場）

競艇の競走が行われる水面を競走水面という。競走水面の規格は33000m2以上
（縦75m以上×横440m以上）、水深1.5m以上。競走水面は湖や河川、海などを利用して設置され、淡水レース場と海水レース場に大別される。レース開催時の波高は45cm未満でなければならず、レースの進行を妨げる波浪、潮流があってはならない。このため、住之江・尼崎といった河川や湖などではない競艇場を除き、スポーツ紙・専門紙の競艇予想欄には開催時間帯の満潮・干潮の時間が掲載されている。
スタートラインから150m離れた競走水面上には、赤と白の蛍光塗料が塗られた2つのブイ（ターンマーク）が浮かんでいる。スタンドから見て右側に浮かぶターンマークを第1ターンマーク、左側に浮かぶターンマークを第2ターンマークという。第2ターンマークから20mセンターポール寄りの競走水面上にはオレンジ色のブイ（小回り防止ブイ）が浮かび、さらに第2ターンマークとセンターポールとの間の4箇所（スタートラインから5m、45m、80m、100mの位置）にポール（標識ポール）が浮かんでいる。標識ポールはスタート時に選手が通過時間を確認するために設置されているもので、標識ポールに対応する形でスタンド寄りの競走水面上にスタートラインまでの距離を表示する標示板が設置され、さらにスタートラインから5m、45m、80-85mを示す空中線が張られている。
競走の際はスタートラインを通過後、第1ターンマークと第2ターンマークを旋回する形で競走水面上を反時計回り（左回り）に3周する（荒天の場合は2周に短縮される場合もある）。これは水上交通に関する世界的なルール（船舶はすべて右側通行）に従っているためで、競技規定にも「モーターボートは、競走水面を時計の針の回転方向と反対の方向で回り……」と明記されている。ターンマーク間の距離は300mで、それぞれスタートラインから150m離れた位置にあり、これを3周、すなわち約1,800mを航走する。ターンマークを破損・沈没させることはルールによって禁止されているが接触することは禁止されておらず、各選手は可能な限りターンマークの中心に近い位置を旋回しようとする。なお、ボートと選手が着用するカポック（防具）には艇番と枠番別の色が、ボートの舳先には枠番色別の旗がつけられて区別している。
スタンド側中央の水面には「発走信号用時計」（通称：大時計）と呼ばれる時計が設置されており、これはスタート時に使用される。この大時計は競艇の心臓部と言ってもよく、これが故障してしまうと開催不能に陥ってしまう。水上で艇を同じ位置にとどめたり、決められた位置から一斉にスタートすることは困難であるため、競艇では「大時計が0秒を指してから1秒以内にスタートラインを通過すればよい」とされ（フライングスタート法）、大時計が0秒を指すよりも早くスタートラインを通過するとフライング、1秒を過ぎてから通過すると出遅れとなり、欠場扱いされ出走資格を失う。大時計の針は1分で1回転する「1分針（白色）」と、12秒で1回転する「12秒針（黄色）」の2つがある。通常、1分針は真上（一般的な時計では「12時」の位置）、12秒針は左向き（一般的な時計では「9時」の位置）にセットされており、スタートの約1分前から1分針が回転を始め（各選手はこの間に待機行動を行い、進入位置を確定させる）、12秒針と1分針が重なる“スタート15秒前”で12秒針が回転を開始し、これに合わせて各選手がスタート体制に入る（船は水に浮いているので静止出来ない）。大時計にある10と5は、それぞれスタート10秒前と5秒前である。
競走水面中央部にある白色のポール（センターポール）と、大時計のスタンドから見て左側の端とを結ぶ見透し線上がスタートおよびゴールラインとなる。ラインを通過に関する判定は、電子スリットと呼ばれる仕組みによって行われる。電子スリットはシャッター装置がないカメラ（スリットカメラ）によって撮影される。スリットカメラにはスタートラインに合わせる形で100分の3mmの細い隙間（スリット）が設定され、スリット部分のみが撮影されるように設定されている。スリットカメラの動きは大時計と連動しており、大時計が1秒前を指すと撮影が開始される。大時計が0秒と1秒を指した際にはスリットカメラに電気信号が送られ、それにより電子スリットに白線が写りこむ。艇首が最初の白線（正確には白線の右端）より前に出る形で写っていればフライング、2本目の白線（正確には白線の右端）より後ろに写っていれば出遅れていることになる。また、より速くスタートラインを通過した艇はスリットに短時間、遅く通過した艇は長時間スリットに写りこむため、電子スリット上に前者はより短く、後者はより長く写ることになる。なお、スタートは艇首の通過を持って判断するが、ゴールについては、選手が落水しない限り艇首以外の部分も含めて判断する。

#### 艇

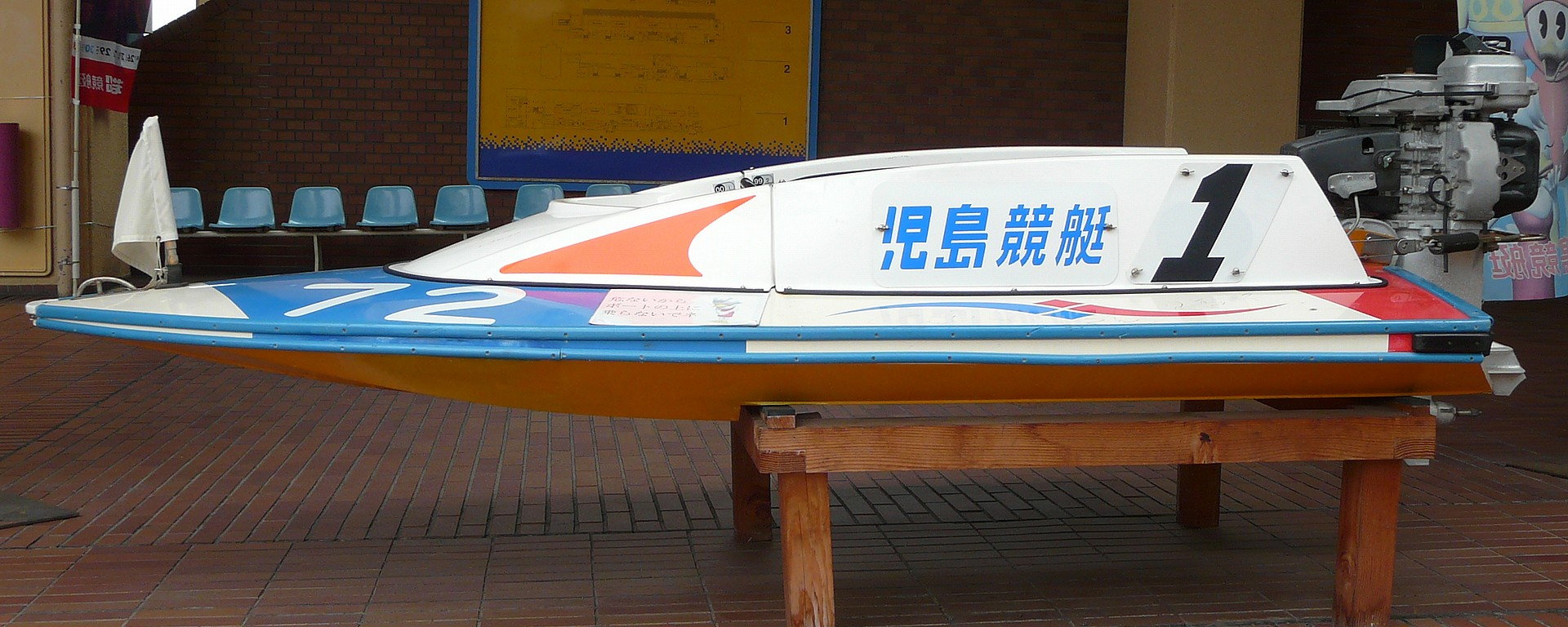
ボート（児島競艇場）

ボートはハイドロプレーンと呼ばれる、船底にステップと呼ばれる段差のあるタイプで、浮き上がるように走るため接水面積が少なく、スピードが出る反面、旋回が大きくなりがちである。FRP製のカウリングとスロットルレバー・ハンドル等の艤装品以外は全て木製で、全長約3m・横約2m・総重量約68kgから成る。ボートの両サイドには、番号によるボートの識別を可能とするよう、番号札がつけられている。ボートに付けられる艇旗の色は枠番に基づき勝負服の色に合わせて決められており、競艇場によってはボートのカウリングの色も合わせられる場合がある。ボートは各競艇場ごとにデザインが異なり、年1回の入れ替えと同時にデザインも毎年変更されている。
かつては入れ替えで不要になった艇については、一般に払い下げが行われていたが事故が多発。1978年には払い下げられたボートの暴走による死傷事故が発生したため、以降、払い下げは行われなくなった。ただし、碧南の訓練施設（選手会運営）には、ボートレース住之江の使用済みモーターならびにボートが払い下げられている
競艇の初期においては「ランナバウト」と呼ばれる、ステップのないタイプのボートも使われていた。ハイドロプレーンと比べてスピードが出ない反面、小回りがきく点に特徴があった。ランナバウトを用いた競走は「ランナ戦」と呼ばれ、体重の有利不利が出にくいため、比較的体重の重い選手が得意としていた。SGでは1963年の下関モーターボート記念まで使用されていた。そして1993年3月の芦屋ランナ王座決定戦競走を最後に全競艇場でランナバウト戦は廃止された。これ以降はすべての競艇場でハイドロプレーンが使用されているためボート区分の必要はないが、当時の名残のため現在でも出走表などにはH1800(ハイドロプレーン3周回1800メートルの意味)の表記がみられる。

### モーター
2014年以降、競艇で使用されているモーターは、ヤマト発動機製のヤマト331型出力低減モーター、約400ccの直列2気筒2サイクルレシプロエンジンで最大出力は毎分6600回転・31馬力、重さは41-42kgである。モーターの回転運動はギアケースを経てプロペラへと伝えられる。
ボートとモーターはすべて同一規格のもので（ワンメイクレース）、各競艇場に用意されており、開催初日の前日（「前検日」と呼ばれる）に抽選で各選手に割り当てられる。各競艇場は60ないし70機のモーターを保有しており、1つのモーターは最大で1年間使用される。規格が同一のため、追い込み（終盤で全力を出して前の選手を一気に追い抜いてゴール）が決まることはほとんどない。

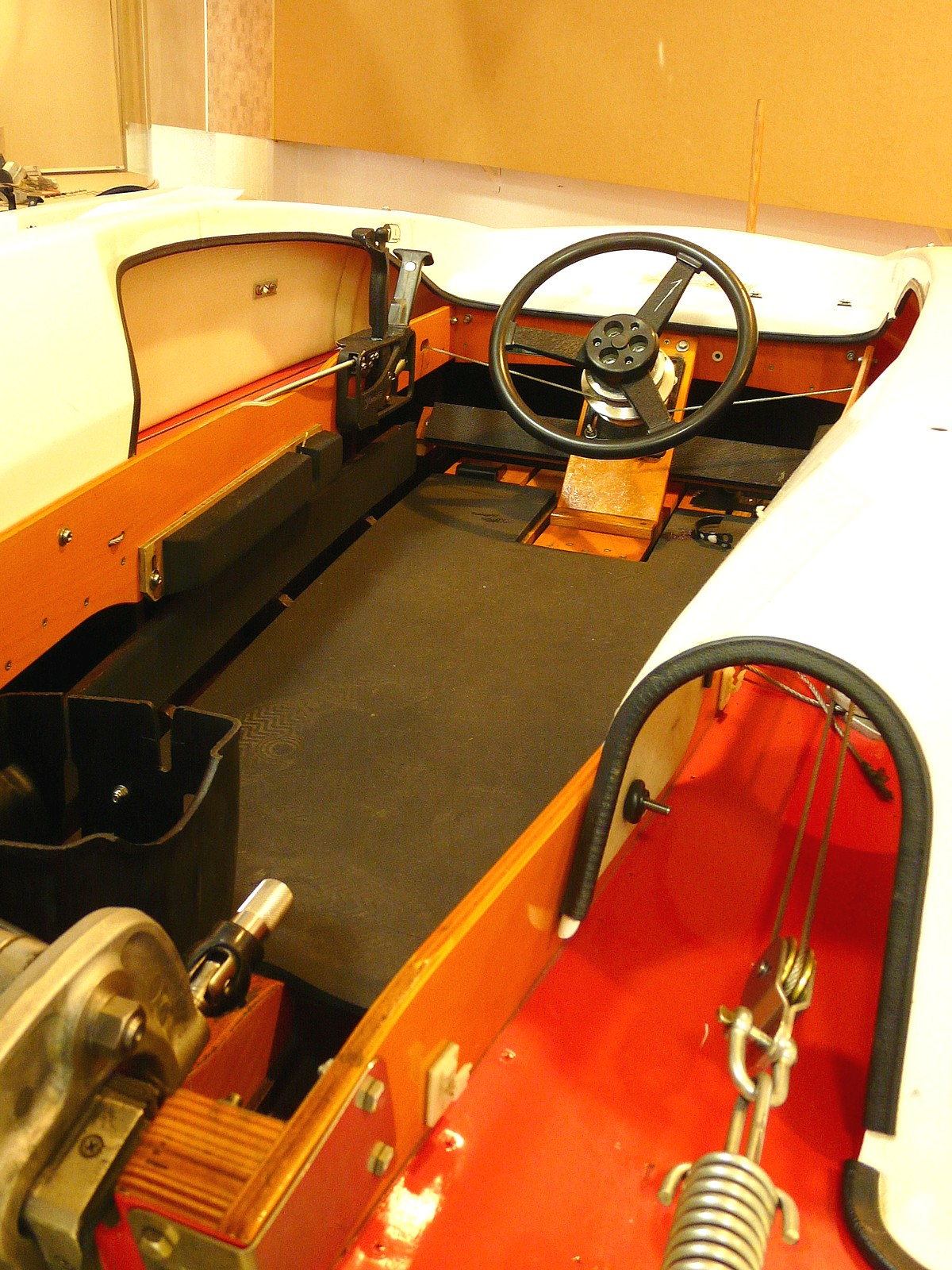
操縦席。左手でレバーを、右手でハンドルを握って操縦する。ハンドルのスポークに書かれている矢印は進行方向の目印

船内の操縦席にはハンドルとレバーが設置されている。ハンドルは舵ではなく、プロペラの向きをモーターごと変えるためのもので、右に切ることでつないであるワイヤーが引っ張られ、モーターの向きが変わる。レバーはスロットル。握ると出力が上がる。旋回は右手でハンドルを回してモーターの向きを、左手でレバーを操作してプロペラの回転を変えることで行う。レバーは手を放すと元の位置に戻る（キャブレター全閉）が、ハンドルは手を放しても元の位置には戻らない。走行時、選手は船内に正座してボートを操作する。
モーターは船外機として船外に取り付けられる。取り付けにはチルトアジャスターと呼ばれる装置が用いられ、取り付け角度（チルト角度）は7段階（-0.5度、0度、0.5度、1度、1.5度、2度、3度）に調節することができる。チルト角度が1度のときプロペラは水面に対して直角となり、1度より小さいとプロペラは下向きに、1度より大きいとプロペラは上向きになる。チルト角度が小さくプロペラが下向きの状態で走らせると、水を深くかくことになるため出だしのスピードが速く、逆にチルト角度が大きくプロペラが上向きの状態で走らせると、出だしのスピードは遅いが加速がつきやすくなる。
かつては競艇場によってライナーと呼ばれる板の使用が許されており、これを使うとモーターの取り付け位置（高さ）やハネ上げ角度を調節することができた。モーターの高さを上げたりハネ上げ角度を大きくすると、加速しやすくなる代わりに小回りがききにくくなる。ただし最後までライナー調整が可能だった住之江が2019年3月でライナー調整を禁止したことで、ライナー調整が可能な競艇場は消滅した。
開催期間中、選手はモーターの整備とプロペラのマッチング調整に多くの時間を費やす（ボートの整備はできない）。モーターの整備も整備士に相談することはできるが、作業はすべて選手自身で行わなければならない。モーターは同じロットの量産品であるが、選手がどのような整備を行ったかによって発揮される性能に多少の差が生じる。特にSGやG1といった格の高いレースでは選手の整備力が勝敗を左右する。転覆などでモーターが水を被るとその後の調整しだいでモーターの性格が大きく変化することがある。こうしてある程度モーターが「育った」状態になると、選手がくじ引きでどのモーターを引くかが勝敗の分かれ目になる。このため、各紙の着順予想ではモーターの状態を表すマークが記載されている。なお、モーターとボートは登録から1年を超えて競走に使用できないことから、年に1度一斉に取り替えられる。モーターやプロペラの整備後、選手は次の競走までの間に水面を利用して試運転を行う。走行回数に制限はなく、整備をしてはこまめに試運転を繰り返す選手もいれば、あまり試運転を行わない選手もいる。この試運転も舟券の予想の参考になる。
競走中、ボートの速度は時速80キロ強に達する。最高速度で走行している時、選手は「デコボコ道をダンプで猛スピードで走った」ような衝撃と、「大雨の日にアスファルト道路を全速力で走った」ようなハンドル操作の感覚を覚えるという。強風や波浪などで波高が高くなるなどの要因で水面が荒れている場合は、ボートが水面でバウンドした時に転覆しやすくなり危険なため、各ボートに「安定板」と呼ばれるフィンを主催者判断で装着することがある。装着位置はモーターのキャビテーション・プレートの上。安定板を装着すると船体は安定するが、ダッシュ力が落ち伸びが悪くなるといわれ、着順予想にも影響を与えるため、事前に主催者より「安定板装着」であることが告知される。また、冬季にはキャブレターの凍結を防止する為、長さの異なる2本のゴムホースから成る「温水パイプ」の装着が一定期間義務付けられている（装着期間は11月1日～翌年4月30日、主催者からも装着が告知される）。
ボートがエンストした場合、ボート内に備え付けのオール（パドル）を使ってボートを漕ぐことが認められている。

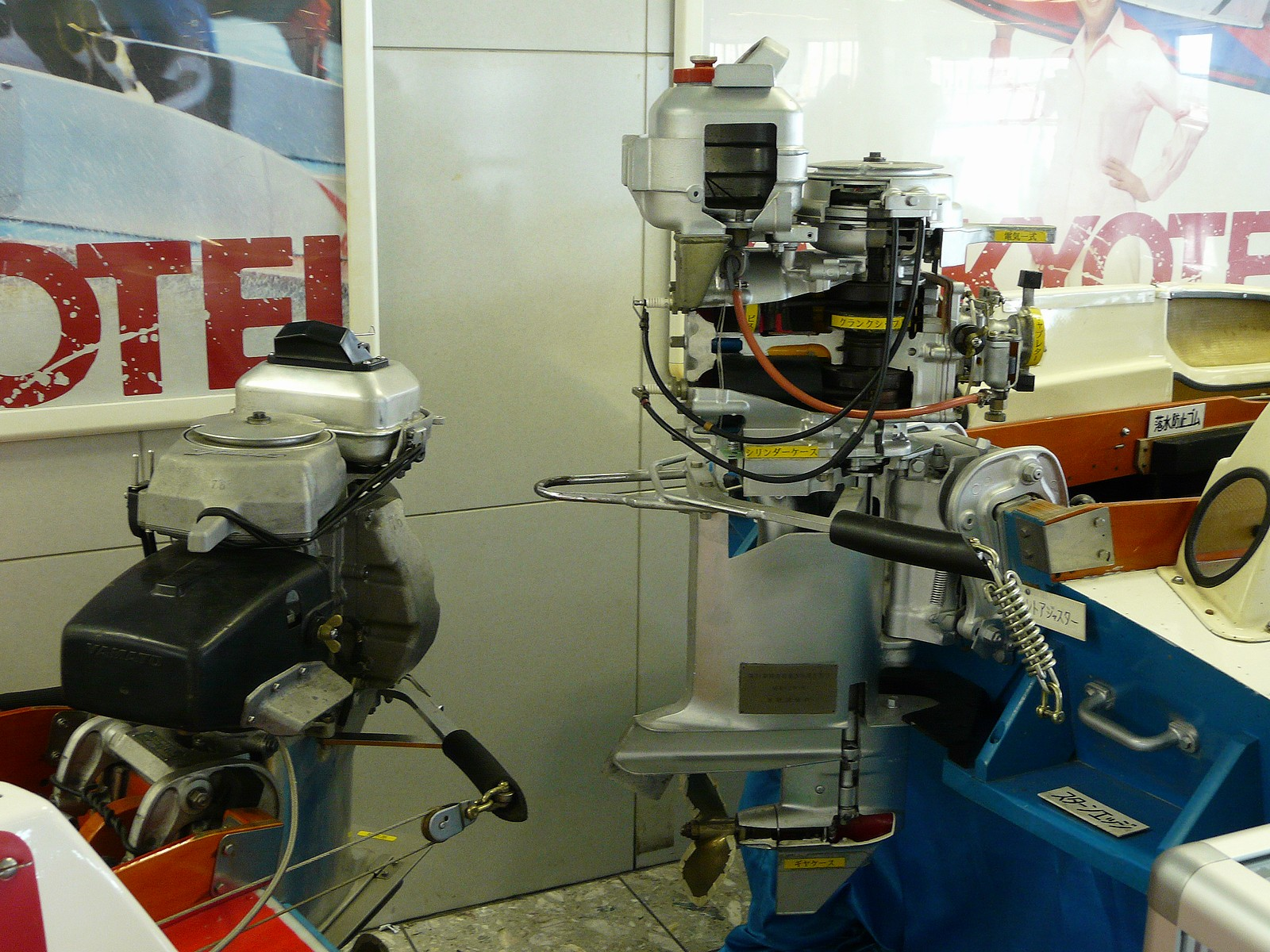
エンジン
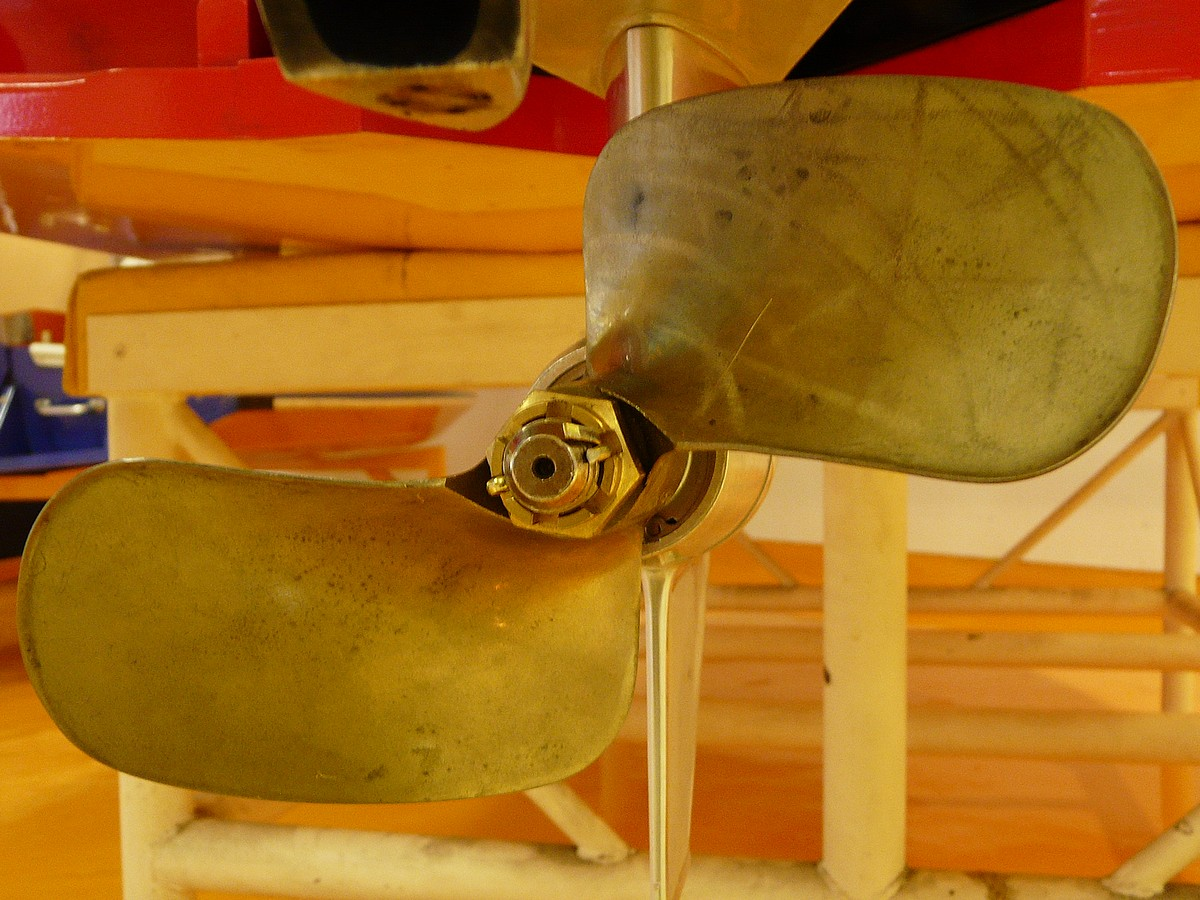
プロペラ

#### プロペラ
2012年4月よりモーター1基につきヤマト発動機製・ナカシマプロペラ製のプロペラを各1枚ずつ配備し、選手はこれらのプロペラを整備しながら使用してきたが、ナカシマプロペラがボートレース用プロペラ事業からの撤退を表明したため、2013年11月1日を初日とする開催からヤマト発動機製のプロペラ1枚のみでの運用に順次変更されることとなった。
2012年3月以前は「選手持ちプロペラ」制度が採用されており、各選手が定められた枚数の私物プロペラを競艇場内に持ち込み、レースに使用していた。この制度では選手は競艇場外でプロペラの加工ができるため、私的に関係のある複数人の選手でプロペラ加工を研究する「ペラグループ」というものが各地で結成されていた。技術に優れたグループの先輩が加工したプロペラを使って若手が優秀な成績を収めることもあった。そうしたペラグループの人脈が雑誌で紹介されたりしたため、それを予想の一要素にするファンもいた。

### 選手
選手は、ボートレーサー養成所での1年間の訓練を経て、選手登録試験に合格した者である。選手を1人育成するにはおよそ1000万円を要すると言われており、入所者は121期まではそのうちの120万円を負担していたが（23期以前は、自費負担による研修が行われていた）、122期からは全額無償となった。ボートレーサー養成所への入校は年に2回、4月と10月に行われる。2001年4月、88期より現在のボートレーサー養成所で訓練が行われるようになった。
87期以前は山梨県本栖湖の本栖研修所にて訓練が行われていた。本栖湖の厳冬期の気温は氷点下を下回る非常に寒い場所であるが、風が強いため湖面が凍結せず、その状態で訓練が行われる過酷な環境であった。このため本栖訓練所出身者からは「地獄の本栖」と形容されるほど厳しい訓練であった。訓練期間も現行より長い約1年6ヶ月であり、9月入校組（奇数期）は厳寒期が2回重なり、3月入校組（偶数期）よりも厳しい条件で訓練されることになるが、偶数期よりも圧倒的に多くのスターを輩出している。ボートレーサー養成所に移転してからはこの傾向は薄まりつつあり、偶数期のSG常連組も増えつつある。
登録試験に合格した選手には登録番号が割り振られる（引退した選手の番号が再び使われることはない）。ボートレーサー養成所入学者のうち、競艇選手としてデビューできるのは約半分といわれている。
競艇選手には定年がなく、他の公営競技と比べ、現役選手として活動する期間が長く、経験が豊富で駆け引きの巧みな年長者と新人選手の競走も見所である。先輩・後輩の力関係、日本各地の競艇場を転戦するため選手の出身地も舟券予想の重要なポイントのひとつとされる。選手に要求される能力はスタート勘の良さとターンマークを旋回するテクニック、さらにモーターを整備する手腕である。
選手の体重については制限があり、男子は51kg（2020年11月1日より52kg）、女子は47kgを下限とし、体重が下限を下回る場合には重量調整が行われる。これは過酷な減量を行い体調を崩す選手が多発したことを受けてのものである。
選手は成績をもとにA1、A2、B1、B2の4つの級にランク分けされる。基準となる成績は具体的に、2連率・勝率・事故率・出走回数である。以下、それぞれについて解説する。
- 2連率（1着および2着になった回数を出走回数で除し、百分率で表した数値[70]）および3連率（1着、2着および3着になった回数を出走回数で除し、百分率で表した数値[70]。
- 勝率 - 着順ごとに設定された着順点を合計し、出走回数で除した数値[70][71][† 5]。
- 事故率 - 事故のためゴールできなかったりレースを欠場した際に課される事故点を合計し、出走回数で除した数値[72]。
- 出走回数[† 6]

である。成績の集計期間は5-10月（前期）と11-4月（後期）の年2回である。
選手は日本モーターボート競走会から競艇場への斡旋によりレースに出場するが、1か月における斡旋日数はA級で約15日、B1級が約12日、B2級が約8日と、ランクによって異なる。なお、フライングを行った選手はすでに出場が決まっているレースに出場後、30日以上の間レースを欠場し、愛知県碧南市にある訓練所でスタート訓練を受けなければならない。ただし、1回目のフライングをしてからの70レースでフライングをしなければ、訓練納付金6万円を納めるだけで訓練を免れることができる。

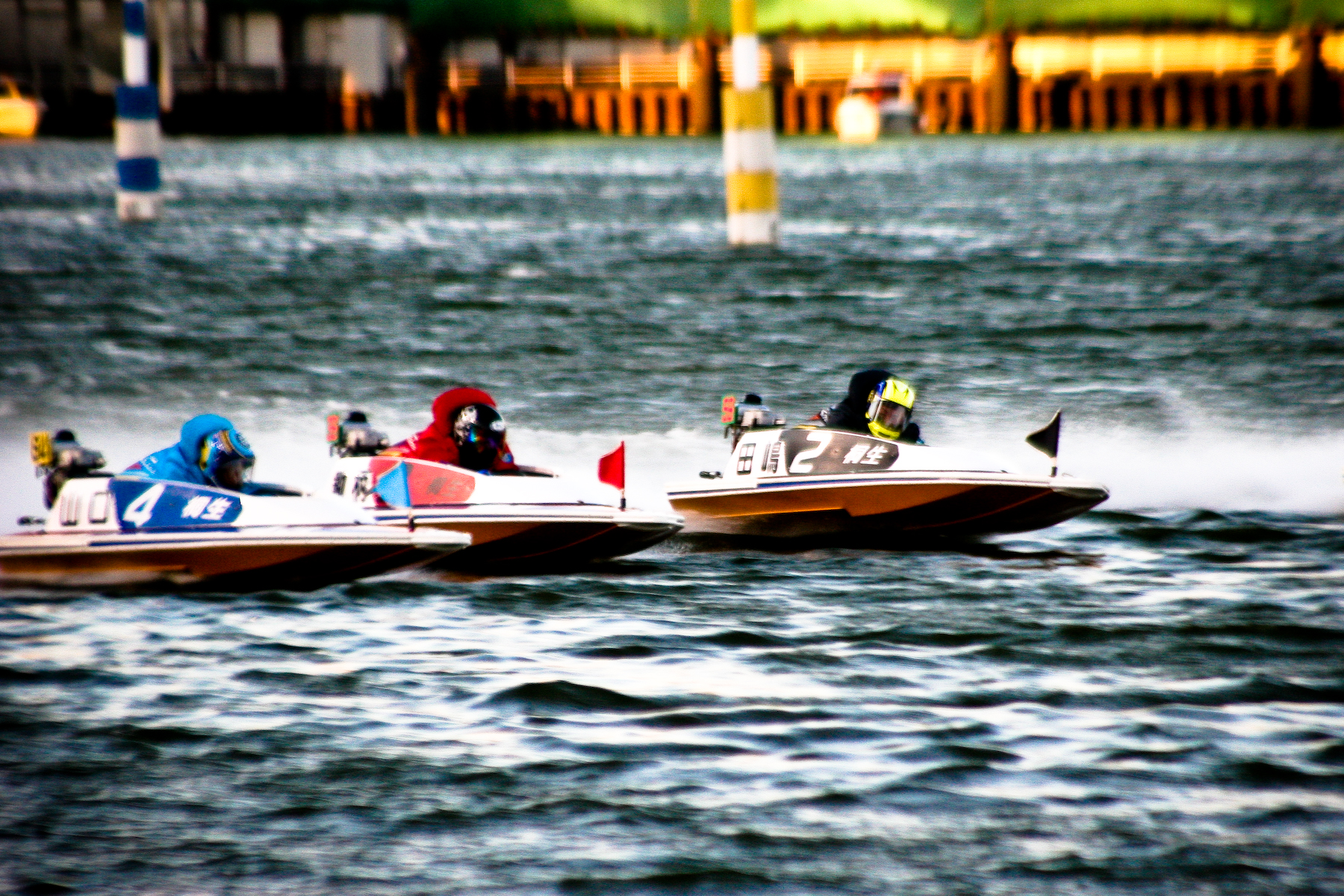
左から4号艇、3号艇、2号艇。勝負服、救命胴衣、ヘルメット、艇旗にそれぞれ青色、赤色、黒色が用いられているのがわかる

競走に出場する選手には、以下の防護具の着用が義務づけられている。
各競艇場に常備されているもの
- カポック（救命胴衣、首を守る為の大きい襟と肩当てが付いている）
- 勝負服（ユニフォーム、男女とも体重が50kg前後の為、全てサイズは同じ）
- アームプロテクター（レースは左回りで行われる為、怪我が多くなる左手のみ着用義務あり）

各選手が持参するもの
- ケブラーズボン（腰まで隠れる。紐は足元まで伸び、シューズで固定する）
- ケブラーシューズ（耐水性やグリップ力に優れ、乗艇時に正座が出来るよう、足首部分を柔らかくしたもの）
- グローブ（耐水性・グリップ力・耐切創性を持たせたもの）
- ケブラー靴下
- モーターボート競技用硬質ヘルメット（フルフェイス）
  - 以前はアメリカンフットボールの選手がかぶるような形で艇番色で色分けされた物が競艇場に常備され、それを使っていたが、安全の観点から、F1やバイク用のフルフェイスタイプを使う様になった。
  - バイク用ヘルメットよりも、視野を広角に確保するためにフェイス部分が広く、周囲の音を拾いやすくするために、サイドに穴があいている。
  - シールドもレース開催時刻等に合わせて4種類用意されている。
  - モーターボート競走用の専用ヘルメットであり、道路交通法上、公道でバイクに乗るときに使用することはできない。
  - フルフェイスタイプの物になってからは、殆どの選手が基準の範囲内で各々デザイン・塗装を行っている。また、震災復興支援レース中やJOC協賛中は、統一されたステッカーを貼っていた。
  - 選手個人のヘルメットが破損した場合に備え、競艇場には予備品を常備している（選手間同士の貸し借りは不可）。
- カッパ（防水パンツ、ケブラーズボンの上から着用）

選手によっては、むち打ち防止用のパッドを頚部に装着する。重量調整が必要な選手は、1着あたり500gの重さがあるオレンジ色の重量調整ベストをカポックの上に着用し、重量調整ベストのポケットに1枚500gの重りを最大6枚入れて最大3.5kgまで増やす。それ以上の調整が必要な場合は、ボートに1kg～5kgの重量調整マットを1枚敷いた状態で出走する。
勝負服の色は、艇番によって以下の通り決められている。
- 1枠 1号艇 - ○白
- 2枠 2号艇 - ●黒
- 3枠 3号艇 - ●赤
- 4枠 4号艇 - ●青
- 5枠 5号艇 - ●黄
- 6枠 6号艇 - ●緑

（古くは以下、7桃・8白赤・9白青・10白黒・11赤青・12黄黒・13白黄・14桃緑まで設定されていたが、2000年の競走競技規程改正で8までに減らされ、何十年も7艇立て以上のレースは無いが、競馬やオートレース同様の7橙・8桃へと色変更された）
カポックの襟、ボートに付けられる艇旗もこの各6色に合わせられ、さらにボートのカウリングも同様となる場合がある。勝負服の背中の部分には番号によるボートの識別を可能とするよう、番号札がつけられている。
選手が競走場へ持ち込み、使用することが認められている私物は以下の通り。
- 点火プラグ
- ヘルメット
- プロペラ調整ゲージ（プラスチック製。複数持参して叩く時に角度を確認する時に使う）
- 敷皮（革製。プロペラを叩く時に下に敷くもの。複数種類用意）
- 回転計（プロペラの回転を調べる為の計測機器。モーターにケーブルを接続し、自動車のタコメーターの要領でボートに本体を置く）
- スターターロープ（モーター始動時に使用する）

上記以外は競走場で定められたものを必要に応じて購入する。特にモーターの整備や私物の持込には細かな規定があり、違反した場合には厳重な罰則が規定されている。その他、選手宿舎で長期間生活する為、パジャマ・タオル類やお風呂セット・洗剤（競艇場に洗濯場がある為、そこで洗濯を頼む者もいるが、宿舎内の洗濯機で自分で洗濯する者もいる）・雑誌類といった、持ち込み禁止の携帯電話・パソコン以外の生活必需品を持ち込むのが一般的である。
競艇選手の福祉共済の充実（引退選手に対する退職金および年金の給付、負傷した選手に対する休業補償）および技能の向上を図る団体として、日本モーターボート選手会がある。もともと地区ごとに存在した選手会を統合する形で、1960年10月に発足した。その名残として、現在も各地区に支部が存在する。選手会の運営費は、選手が納付する会費によってまかなわれている。

## 競走の進行

### レース前の展示航走
レース前に行われる「展示航走」は「スタート展示」と「周回展示」の2つがある。主にモーターや選手の調子を見るのが目的。第1競走のみ開始予定時刻が事前に告知され、以降は前レース終了後に以下の展示航走が行われる。

#### スタート展示

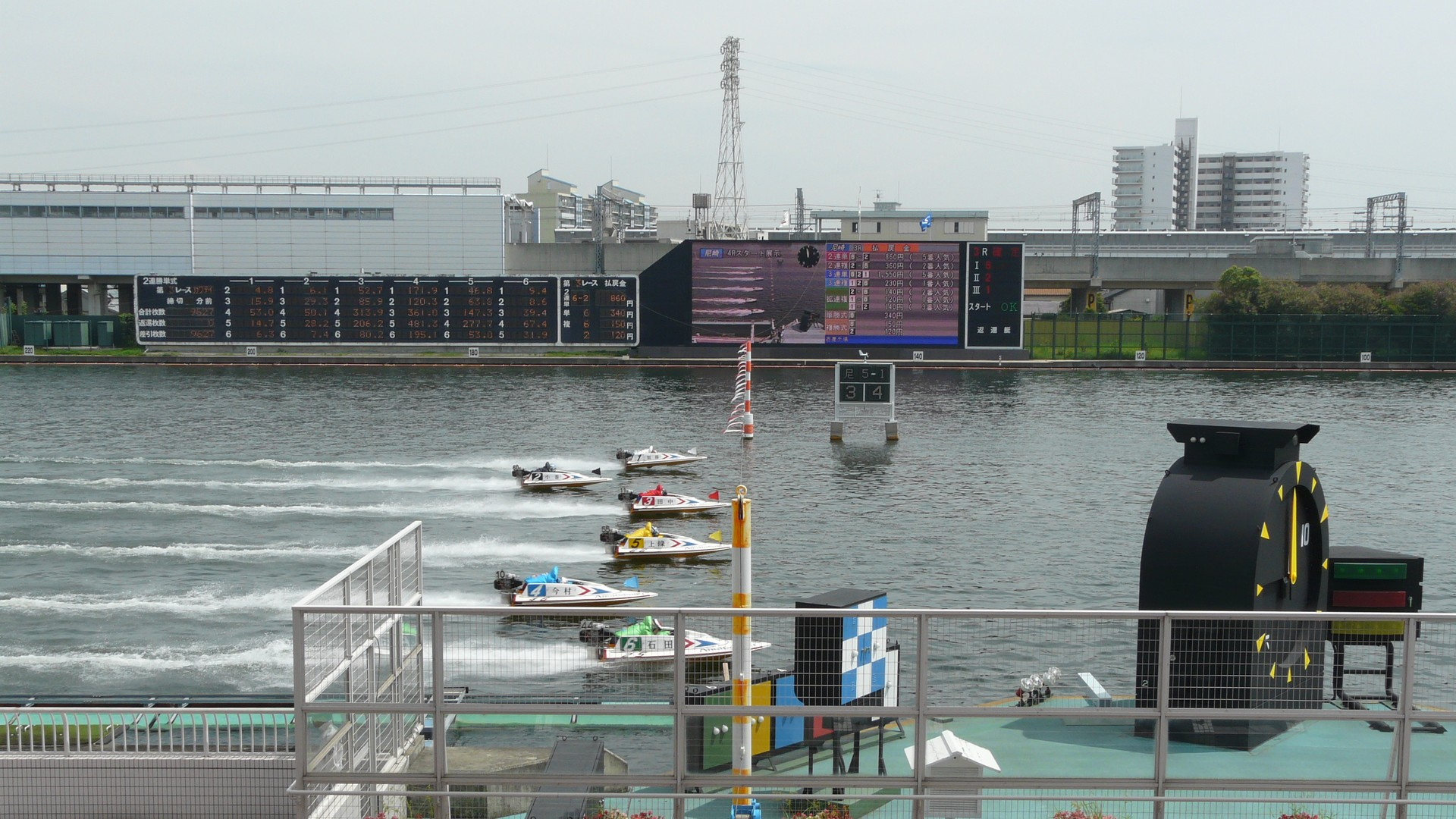
スタート展示（尼崎競艇場）

スタート展示では出場選手がピットアウトからスタートまで一連の所作を行う。各選手のピット離れやコース取り、スタートタイミングなどを見るのが目的。「スタ展」と略されることもある。
スタート展示の詳細は、以下の情報が場内モニターなどで公開される。
- 各選手の進入コース
- 各選手のスタートタイミング（スリット写真）

以前は「スタート練習」と呼ばれ、公式の展示航走とはされていなかったが、参考にするファンも多かった。しかし、練習と本番で進入コースが異なるなどで苦情も多く一度は廃止されたが、一方でスタート練習の復活を望む声も根強くあり、予想の参考のひとつとして名称も「スタート展示」と改められて復活した。

#### 進入についての規程変更
- 以前はスタート展示において6コースから進入した選手がレース本番で1コースに進入することが認められず、このような事態が発生した場合、当該選手は出走資格の喪失（返還欠場となり、関係する舟券は全額返還される。ただし、レース本番で2コースに入ったが、その後1コースの艇が欠場して結果的に最内になってしまった場合など審判委員長がやむを得ないと認めた場合は除く）とされていたが、この規定は2008年5月1日以降を初日とする開催から順次廃止された[94]。

- また、従来スタート展示に出られなかった艇はレース本番で最アウトコースから進入することとされ、これを怠った場合は違反となっていたが、この規定は2009年5月1日を初日とする開催から順次廃止された。

#### 周回展示
スタート展示後は、そのまま周回展示に移行する。
出場選手が単独で1艇ずつ2周回する（荒天の場合には1周回に短縮される場合がある）。ターンの攻め具合や出足（加速力）、伸びを見るのが目的。
なお、審判委員長が全力で航走していないと判断した艇や、展示航走中にエンストやプロペラ破損など何かしらのトラブルが発生した艇は、再度周回展示航走を指示される（後者の場合はトラブル解決後に再展示）。
周回展示の情報は、以下の情報が競艇場内のモニターで発表される。
- タイム
  - 1周目のバックストレッチ後半のタイム
  - 1周の周回タイム・直線タイム・まわり足タイムなど独自計測したタイム（芦屋・丸亀など一部の場で公表する）
    - 一周：1周600mを計測、モーター及び選手の総合力を判断
    - まわり足：2周目第1ターンマークを旋回した時のタイム、選手の旋回能力を判断
    - 直線：2周目第1ターンマーク直後の約140mのタイム、モーターの調子を判断
- 選手の体重及び調整重量
- モーターのチルト角度（傾斜角度）
- モーターの部品交換状況及びプロペラ使用状況
- 2戦目の選手は、1戦目の成績（レース・コース・着順）

認められている部品交換は、以下の通り9種類。特にピストン・ピストンリング・シリンダーケースを一式まとめて交換することを「セット交換」と呼ぶ。交換する部品は新品とは限らず中古品もあり、部品によっては前年度に使用したものを交換用部品として保管・使用する。
- ピストン（2気筒エンジンの為、最大2つ。足が劣勢の時に交換する）
- ピストンリング（1つのピストンにつき溝が2つ。回転が上がらない夏場に中古品に交換して回転を上げる）
- シリンダーケース（ピストンとピストンリングが入る。足が劣勢の時に交換する）
- 電気一式（マグネトー。電気系統は水に弱く、転覆した時に乾燥が必要になるが、2戦目がある場合、乾燥させる時間がない為、予備品に交換する）
- キャブレター（空気と燃料を調整。レバーを握った時のレスポンスが良くない場合に、洗浄したりするが、それでも治らない場合に交換）
- ギヤケース（プロペラと直結している。回転の上げ下げを行いたい時に調整）
- クランクシャフト（モーターの中心部。足が劣勢の時に交換する）
- キャリアボデー（最も大きなパーツで、排気ガスの通り道。前検で抽選してモーターを貰った時に本当に酷使していると判断した時に交換）
- プロペラ（破損した場合、新品に交換する）

これらの情報や出走表に記載されているデータを参考にして舟券を購入する（有料の予想屋や予想紙を参考にするファンもいる）。

### レース本番

#### ピットアウト、待機行動

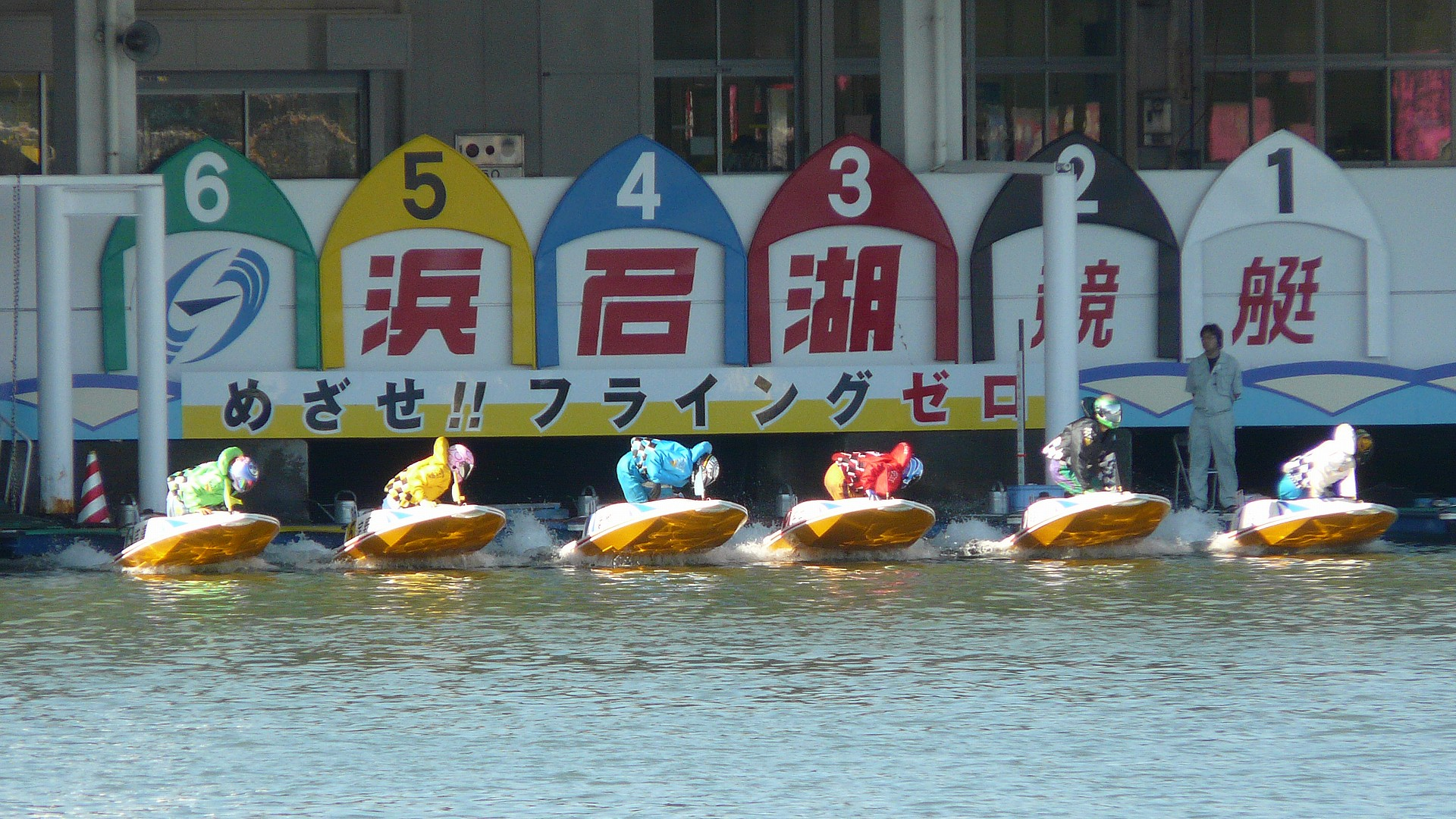
ピットを離れるボート（浜名湖競艇場）

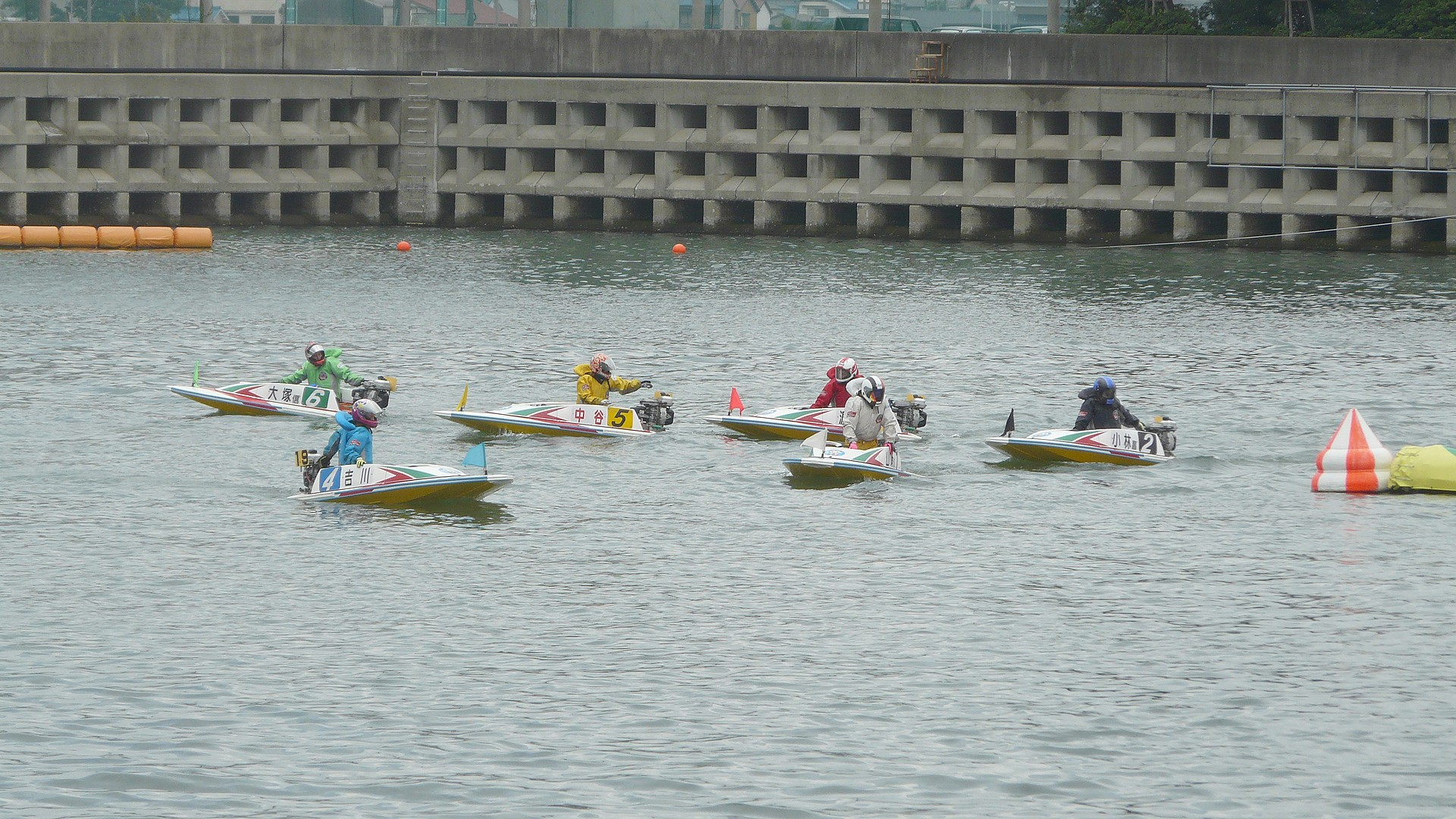
待機行動（常滑競艇場）

ピットでの発走合図で全6艇がピットを離れ、スタートに備える。ピットを離れてからスタートするまでの間に各選手がとる行動を「待機行動」と呼び、選手が走行するコースを選ぶために行う「待機航走」と、コースを選んでからスタートするまでの「進入航走」に分けられる。待機行動には全国統一のルールがあり、ルールに反したコース取りを行うと罰則が科される。待機行動に充てられる時間は、競艇場によって異なる。
第2ターンマークのスタンド側を通り、小回り防止ブイを回ってバックストレッチ（バック水面）に出ると選手は艇の速度を落とす。速度を落とした際に各選手のおおよそのコース取りが決定する。第2ターンマークを回り、艇首がスタートラインに正対するまでが待機航走、正対した後が進入航走となる。スタートラインから第2ターンマーク寄りの水域を「待機行動水面」と呼ぶ。
全艇がスタートラインに正対すると各艇のコースが決定する。内側から順番に1コース、2コース、3コース…6コースと呼び、1・2コースをイン、3・4コースをセンター、5・6コースをアウトという（競艇では、枠番通りのコースからスタートするとは限らない）。競艇の競走では第1ターンマークを最も早く回り、他の艇が作り出す波（とりわけ、モーターが引き起こす曳き波）の影響を受けずに走行することが重要となるが、各艇が同じスピードで第1ターンマークにさしかかった場合、第1ターンマークを最も早く回るのは通常、第1ターンマークまでの距離が最も近い1コースの選手である。
一旦進入した後でコースを取り直す場合は一番外のコースに入らなければならないことが規則で定められているほか、新人選手は最アウトコースに入ることが不文律になっている（新人は技術が拙いため、内側に入ると他の艇に迷惑をかけることが理由とされている）。
上記の理由から最アウトコースに入る新人選手や、アウトコースからのダッシュ戦を得意とする選手（いわゆる「アウト屋」）はピットを出てから位置取りを争う内側の艇を横目に大きく艇を回してスタートラインから離れ、ダッシュ距離を稼ごうとしている場合もある。
待機行動はスタート前に行われることから、厳密には競走ではない。競馬における輪乗りと似ているが、輪乗りの時点ですでに枠順が決定している競馬と違い、競艇では通常待機行動中に走行するコースが決まる（ただし進入固定競走では枠番＝コースとなる）。待機行動中の選手にアクシデントが生じた場合は欠場扱いとなり、その選手に関係する舟券は全て返還される。

#### 待機行動についての規定変更
ピットアウト後の待機行動に関する規定が一部変更され、2009年5月1日を初日とする開催から順次適用された。概要は以下の通り。
1. 待機行動に入った後、バックストレッチ側で低速航走しようとする艇は速やかに内線へ寄せ、内線と平行に航走する。
2. 低速航走時の右転舵を「時間稼ぎ的航法」として待機行動違反とする。ただし、内線に寄せたとき及びアウトコースの艇が助走距離をとるための右転舵はこの限りでない。
3. 原則として、先に「150メートル見透し線」に達した艇からインコースの優先権を得る。先に150メートル見透し線に達した艇よりも内側に進入しようとした場合は「割り込み」とされ、待機行動違反となる。

#### ファンファーレ
ピットアウトの際には、出走合図のファンファーレが演奏される。1974年までは各競艇場ごとに異なっていたが、翌年の1975年から全競艇場で統一された。
1991年には「モーターボート競走法40年記念」事業として、さだまさし/城賀イサム/佐伯亮作曲、竜崎孝路編曲によるファンファーレを導入した。このファンファーレは2010年まで使用され、SG用、グレードレース（GI-GIII）用と一般競走用、さらにそれぞれを優勝戦とそれ以外の予選・一般戦で分け、6曲を使い分けていた。
2010年5月からは新鋭リーグ・女子リーグオリジナルファンファーレが導入され、延近輝之が作曲。またその他のファンファーレも同年6月より一新され、SGは高橋千佳子、その他はマツオカヒロタカ作曲のものが採用され、合わせて全10曲が使われている。

#### スタート

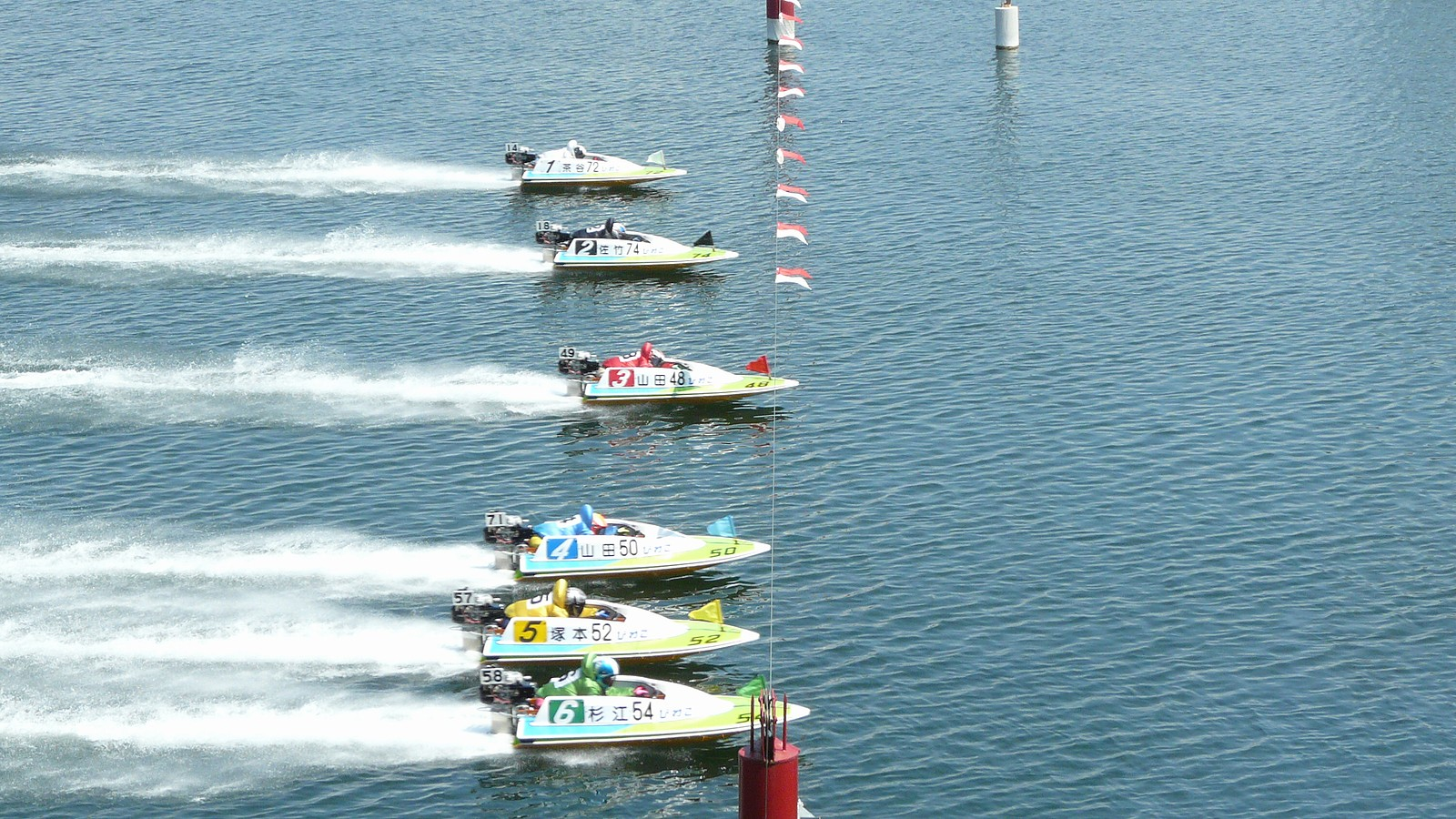
スタートの瞬間（びわこ競艇場）

前述のように競艇のスタートではフライングスタート法が採用されている。待機行動に入った後、概ねスタート12秒前から全艇がスタートラインへ加速をつけて進入し、大時計が0秒-1秒を指すまでの間にスタートラインを通過して第1ターンマークへと向かう（艇の先端がスタートラインを通過したタイミングを「スタートタイミング」という）。これは他の公営競技と異なり、水面上で横一列に整列して静止することが難しいことに加え、水の抵抗でトップスピードに達するまで時間がかかるため。
助走距離が短い艇は「スロー」、後方から全速で進入してくる艇は「ダッシュ」と呼ばれる。スローとダッシュの中間位置から進入する場合もある。
ダッシュで進入する艇のうち、最もインに近い艇を「カド」と呼び、比較的有利な位置とされている。
進入時の並び順を「進入隊形」（または「進入スタイル」）と呼び、インから枠番通りに進入する場合は「枠なり進入」（または「枠なり」）と呼ばれる。
スタートタイミングが0秒より0.01秒でも速い場合は「フライング(F)」、0秒から1秒以内にスタートラインへ到達できなかった場合（スタートラインの直前・直後で転覆した場合を含む）は「出遅れ(L)」と判定される（微妙な場合はスリット写真が用いられる）。競艇においてスタートの重要性は高く、選手は開催日の朝になると第1レースの展示航走が行われるまでの間、特別練習を行ってスタート勘を磨く。
「フライング」「出遅れ」「直前の出走取消」対象艇が含まれた舟券は全額返還されるほか、同一レースにおいて5艇以上がフライングまたは出遅れ（混合の場合を含む）となった場合は「レース不成立」となり、当該レースの舟券は全て返還となる（5艇がフライングまたは出遅れた場合、正常にスタートした残り1艇は選手責任外の欠場として扱われる）。
（参考）フライング・出遅れ数と返還対象賭式
- 全艇または5艇がフライング・出遅れ…全賭式不成立（レース自体も不成立）
- 4艇フライング・出遅れ…3連単・3連複・2連複・拡連複・複勝式の賭式が不成立（2連単・単勝式のみ成立）
- 3艇フライング・出遅れ…3連複・拡連複の賭式が不成立
- 2艇以上が正常スタートし、全艇が返還欠場・失格…全賭式不成立
- 2艇が正常スタートし、うち1艇が失格（全体で5艇が返還欠場・失格）…単勝式のみ成立
- 3艇が正常スタートし、うち1艇が失格（全体で4艇が返還欠場・失格）…3連単・3連複・拡連複の賭式が不成立
- 3艇以上が正常スタートし、全体で5艇が返還欠場・失格…単勝式・複勝式のみ成立
- 4艇以上が正常スタートし、全体で4艇が返還欠場・失格…3連単・3連複の賭式が不成立（拡連複は的中が1組あるため成立）
- 4艇以上が正常スタートし、全体で3艇以下が返還欠場・失格…全賭式が成立、返還欠場となった番号の組み合わせのみ返還

#### スタート事故に対する罰則規定
選手責任と認められる「フライング」や「出遅れ」（これらを総称して「スタート事故」という）をしたレーサーには、開催節1回目の場合は準優勝戦・優勝戦や特別選抜戦などの賞典レースへの出走ができなくなり（賞典除外）、2回目の場合は即日帰郷を命ぜられる。このほか、一定期間の斡旋停止（1本目:30日、2本目:60日、3本目:90日、4本:180日となるが「選手出場あっせん保留基準第8号」と選手会による「競走の公正確保及び競技水準の向上化に関する規程」によりフライング4本持ち以上は事実上の引退）や訓練施設での再訓練などのペナルティも科される。なお、集団でのフライングを防止する観点から2013年11月1日を初日とする開催より0.05秒以上のフライングを「非常識なフライング」と定義し、該当するレーサーには原則として「即日帰郷」の処分とすることが発表された（ただし、グランプリ・クイーンズクライマックスでは適用しない）。
2022年5月1日以降の「非常識なフライング」については、原則として「即日帰郷」の処分ではなく、従前のスタート事故による出場辞退期間に、5日間の出場辞退日数を加算することなった。
SGなどのように全国規模で発売されるレースの優勝戦や準優勝戦で選手責任によるフライングや出遅れが発生した場合は、下記のように厳しい罰則が課せられる。ただし、選手責任外による出遅れ（強風による転覆・エンジン故障などによる場合）や怪我・急病などによる出場取消の場合はこの限りでない。
以下の規定はG2が2010年4月から、新鋭戦・女子戦が2011年から適用された。2023年4月からSG・G1・G2の罰則が2倍に拡大された。
- SG優勝戦：24か月間SG選出除外および出場辞退期間消化後12か月間G1・G2選出除外
- SG準優勝戦およびグランプリトライアル、順位決定戦：12か月間SG選出除外および出場辞退期間消化後6か月間G1・G2選出除外
- G1・G2優勝戦：出場辞退期間消化後12か月間G1・G2選出除外
- G1・G2準優勝戦：出場辞退期間消化後6か月間G1・G2選出除外
- 新鋭戦・女子戦優勝戦：出場辞退期間消化後6か月間新鋭戦（新鋭王座含む）・女子戦選出除外
- 新鋭戦・女子戦準優勝戦：出場辞退期間消化後3か月間新鋭戦（新鋭王座含む）・女子戦選出除外

グランプリおよびクイーンズクライマックスの2競走に限り、斡旋停止期間中であっても選出基準を満たしていた場合は同競走に出場できる特例がある。
フライングスタート判定結果や失格(後述)のアナウンスは全てのボートレース場が場内実況アナウンサーにより観客へ告知している。

#### 1周目第1ターンマークの攻防

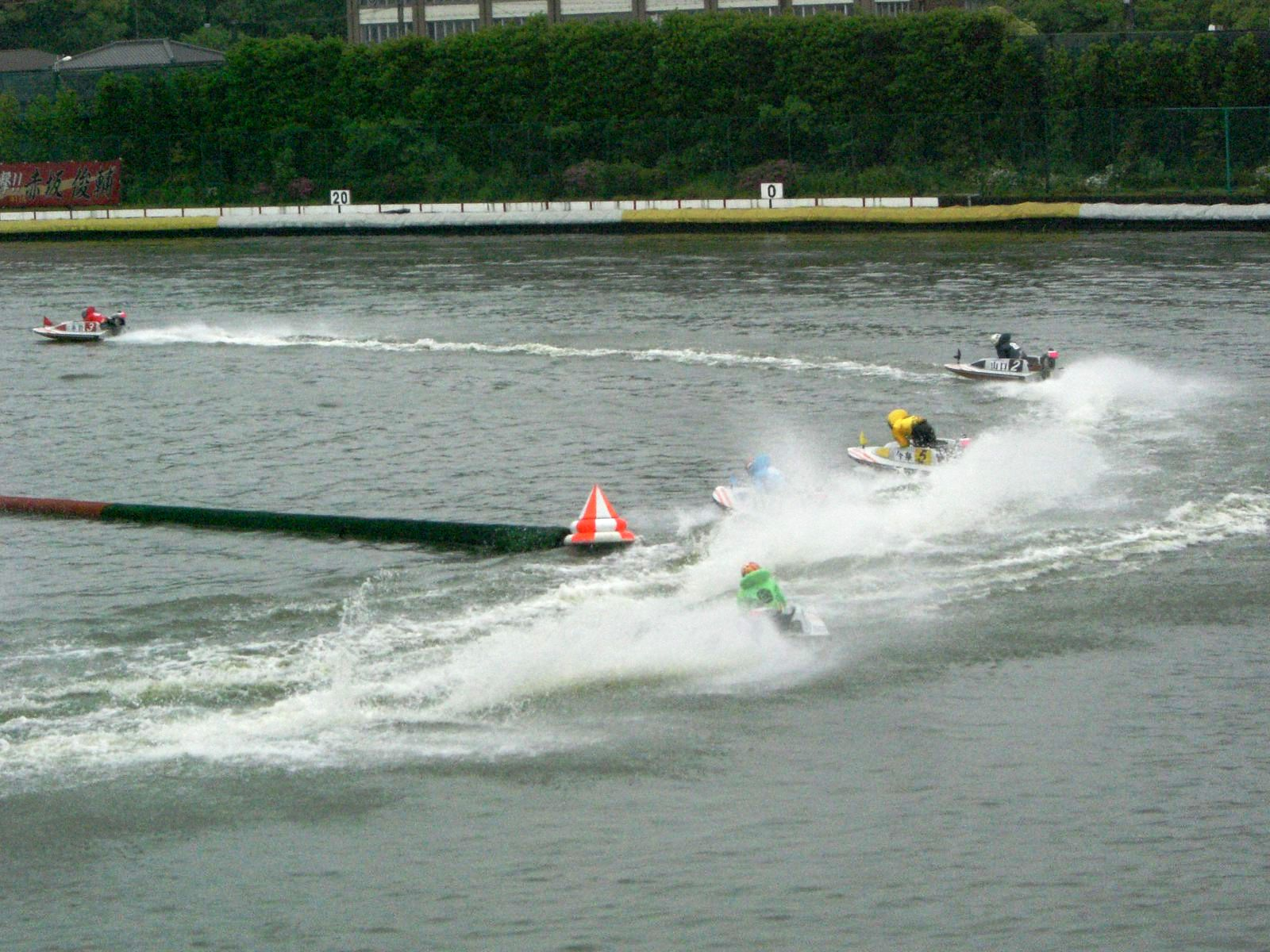
第1ターンマークを回るボート

前述のように競艇の競走では、第1ターンマークを最も早く回り、他の艇が作り出す波の影響（とりわけ、モーターが引き起こす曳き波）を受けずに走行することが重要となるが、各艇が同じスピードで第1ターンマークにさしかかった場合、第1ターンマークを最も早く回るのは通常、第1ターンマークまでの距離が最も近い1コースの選手である。
ただし、これはあくまでも「同じスピードで」という前提があっての話で、この前提が崩れれば成立しなくなる。たとえば、他の艇の割り込みを防ぎつつ1コースを取ろうとすると第2ターンマークとの距離を詰める形でスタートラインに正対する必要があるが、この時エンジンを停止させることは禁止されているため、ゆっくりとスタートラインへ近づいていくことになるが、助走距離が短くなるとスタートライン通過時点での速度が他の艇より遅くなってしまう可能性がある。
1980年代まではターンマークを回るときはスピードを落として小回りに回る「落としマイ」が定石だったが、1990年代に今村豊が「全速ターン」を開発した。その後、それまでの正座の姿勢でひざで立って両ひざで艇を押しながら身体を安定させて回る旋回に代わる方法として、両足を伸ばした状態で腰を浮かせ足で艇を蹴るように旋回する「モンキーターン」を飯田加一が開発しそれが各選手に普及したことで旋回スピードが増し、外側の艇が内側の艇より先に回ることが多くなった。今ではほとんどの選手がモンキーターンを行っている。
競艇の勝敗の7割はスタートから第1ターンマークまでの間に決まり、第1ターンマークを回った時点でそのレースの大まかな着順が決まるともいわれ、ここでの攻防がレースの最大の見所となる。

#### 決まり手
決まり手とは、1着艇の勝因のことをいう。決まり手のほとんどは、1着艇が第1ターンマークでどういった動きをして1着を確定させたかによって決まる。
- 逃げ - 1コースの選手が勝利。進路としてはインからインとインからアウトの2つがある[115]。
- 捲り - 1コースより外の選手が、自分よりも内のコースの選手よりも先にターンして勝利。進路はアウトからアウト[115]。スタートの速さが要求される[116]。
- 差し - 1コースより外の選手が、ターンにおいて、自分よりも内のコースの選手の内側に入り勝利。進路はアウトからイン[115]。内側のコースが空くことを予見して行う「早差し」と、内側のコースが空いたのを確認してから行う「遅差し」がある[116]。
- 捲り差し - 捲りと差しの複合[117]。捲ると見せかけて差しに切り替えるため、高度なテクニックを要する[118]。
- 抜き - 第2ターンマーク以降の場所で先行する選手を抜いた場合[119]。
- ツケマイ - スピードを落とさずにターンし、内側の選手を潰して勝利[117]。捲りを応用した高等戦術で、内側の選手を外から抑え込む形で失速させ、その瞬間にターンする[118]。語源は「つけまわり」（内側艇につけて回る、の意味）から。
- 切り返し - コース変わりによる勝利[117]。外のコースから一気に内側に入る[118]。出遅れた選手が行う場合を「イン変わり」という[118]。
- 恵まれ - フライングや出遅れにより、欠場艇が発生した場合。

#### 道中（ゴールまで）の攻防

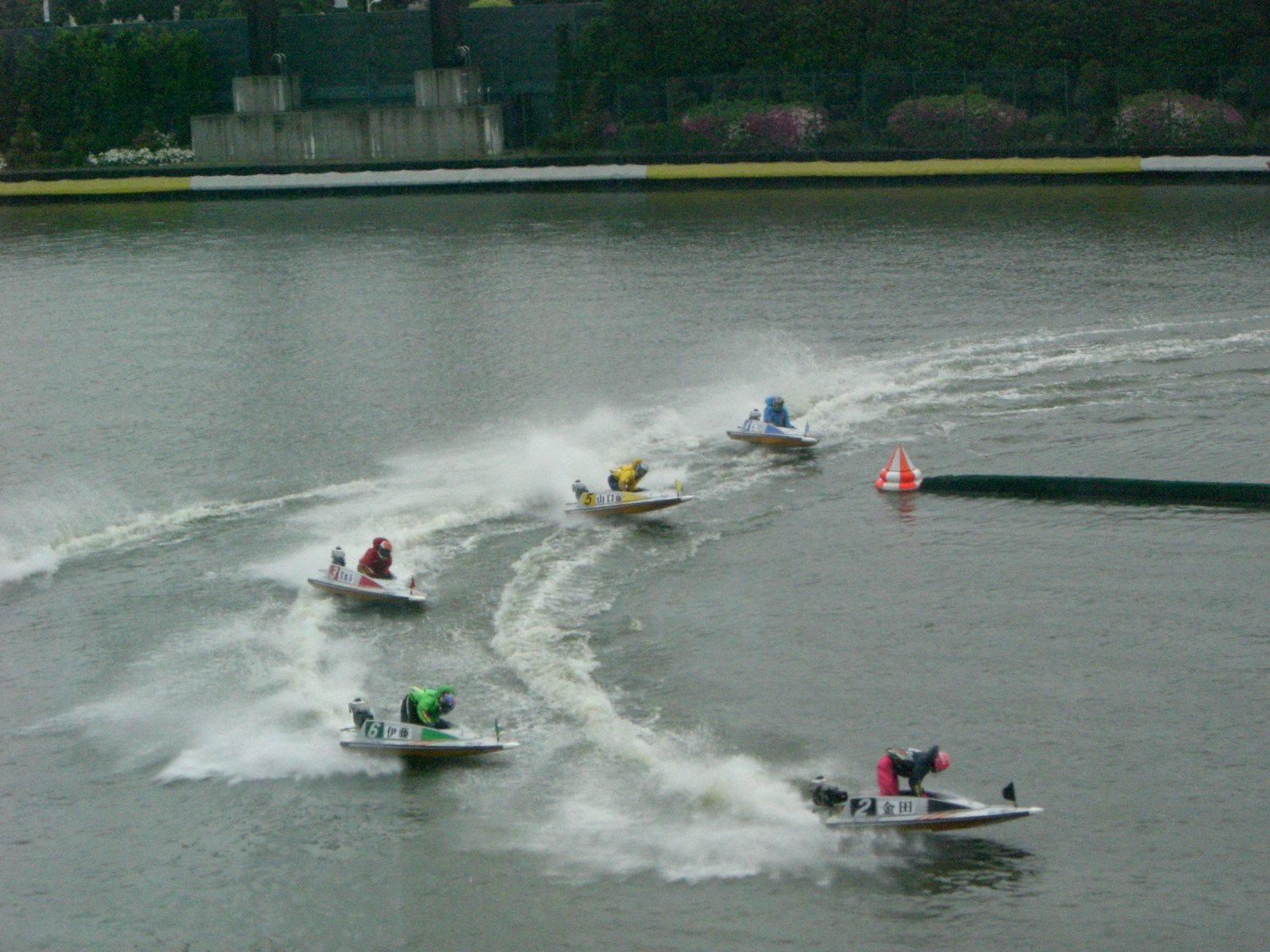
第2ターンマークを回りゴールへ向かうボート

1周目1マークで後手を踏んだ艇は1つでも着順を上げるべく、「抜き」を試みることになる。1周目1マークで2番手以下だった艇が、その後逆転して1着になった場合、決まり手は「抜き」となる。なお、イン（1コース）の選手が「逃げ」に失敗したのち、追い上げて逆転した場合も「抜き」となる。スポーツ新聞等には「抜き」は「道中競り」（○周○マーク）と記述される場合もある。
道中2、3番手の艇が「抜き」で1着になる例はままあるが、6番手（最下位）の艇が追い上げて1着となることは極めて稀である。これは、水上では艇の後ろに「引き波」が生じ、後ろの艇の推進力を大きく損なうためである。なお、前述のフライング等があったときの決まり手は「恵まれ」となる。1位の選手は1周目でほぼ固まってしまう場合が多いが、2着以下については前に行く艇の引き波がターンマーク近くに残ることで最後まで順位争いがもつれる要因となる。

#### その他の競技規程について

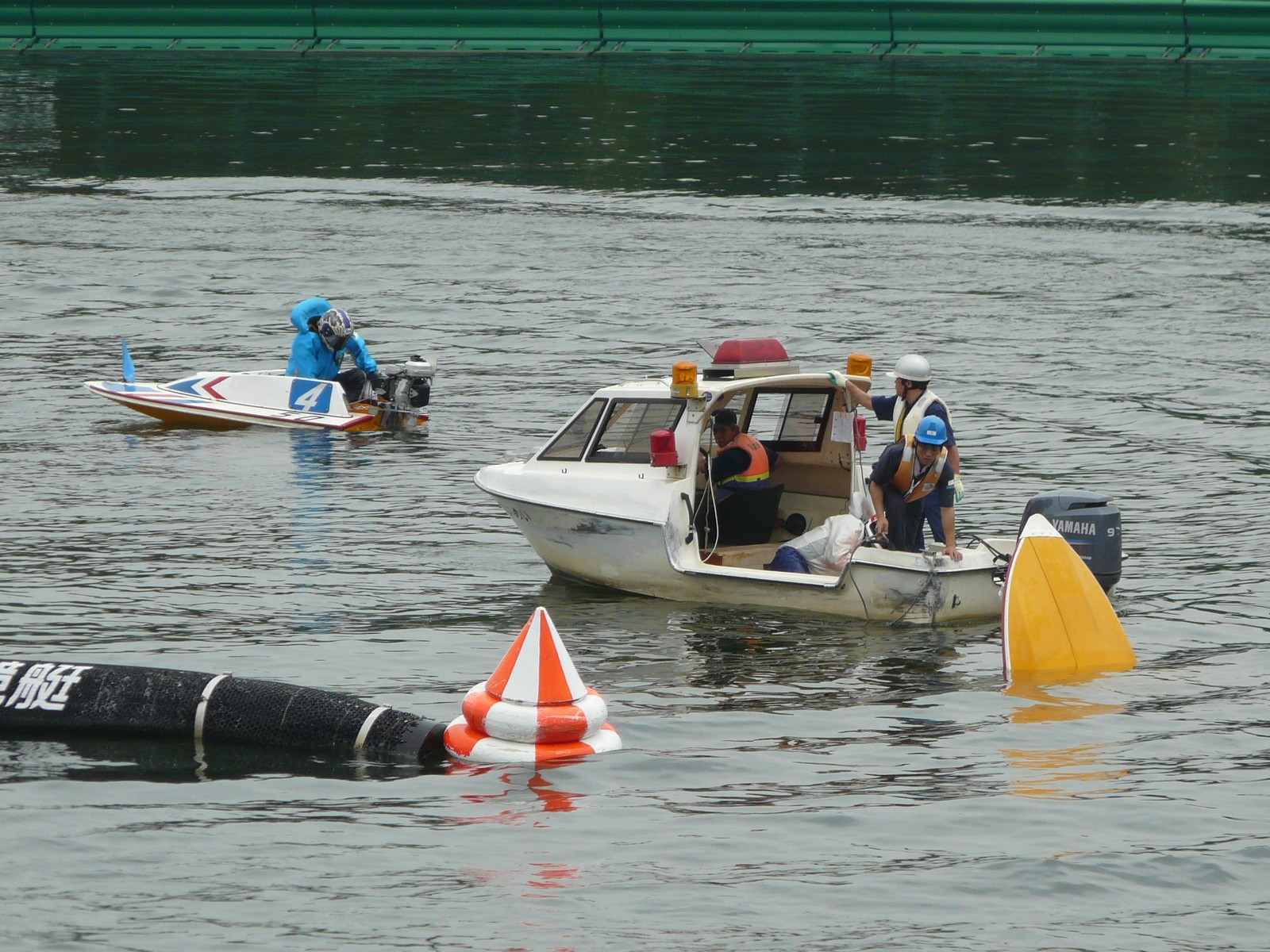
転覆失格

モーターボート競走競技規程により、以下の状態になった場合は失格となる。失格艇にかかわる舟券は返還されないが、全艇が失格した場合はレース不成立となり、当該競走の投票券は全額返還となる。
- 競走中にモーターボートが転覆（転覆失格）・沈没（沈没失格）[120]、選手が落水（落水失格）[120]、またはモーターが停止した場合であって速やかに元の状態に戻ることができないとき（エンスト失格）。
- 他のモーターボートの正常な航走を妨げた場合（妨害失格）[121]。
- 先頭のモーターボートがゴールインした時から30秒以内にゴールインできなかった場合（不完走失格）[30][120]
- ターンマークを著しく破損させた場合
- 逆走（右回り走行）してしまった場合
- 事故艇または救助艇がある場合に当該事故艇または救助艇と安全な間隔[† 13]を保って航走しなかった場合

転覆については、転覆そのものよりも、後続のボートと衝突したりプロペラに巻き込まれることで起こる事故による危険が大きい。そのため、後続の中で先頭を走るボートが落水した選手の内側を走れば他のボートも内側を、外側を走れば外側を走らなければならないとされており、さらに落水した選手自身についても、後続のボートがすべて通過するまで自艇の下で水中にとどまっていなければならないとされている。転覆が多く起こるのはターンマーク付近、とりわけ全選手が先頭に立とうとして激しく争うスタート直後の第1ターンマークである。
転覆事故が起きた場合、救出活動が最優先となる。そのため、最寄りのコーナー等で他艇を抜きにかかることはルールで禁じられている。
もっとも実際には選手間の約束として、転覆事故が起きた場合、その後のアタック自体を一切控えるのが慣例となっている。
生命に関わる救出活動を阻害しないためである。
なお、一部の競艇場では最終周回に入る際、競輪と同様に鐘（ジャン）を鳴らすところもある。
また、次の違反などを犯した場合は、競走開催期間中であっても、そのレースが行われた当日のレース終了時点で退場処分となる「即刻・即日帰郷」という罰則がある。
- 即刻帰郷：重大な管理・整備規程違反、周回誤認、失格盤見落とし、悪質な航法指示違反、逆走、その他褒章懲戒審議会の審議対象にかけられると考えられる事情を犯した場合。この場合は違反を犯したレース終了後、直ちに即時退場となり、2回走りである場合は2回目の出場ができない。
- 即日帰郷：内・外回り、または順位変動をきたす違反、及び選手責任によるスタート事故や走行妨害による失格・降着、不良航法、待機行動違反などを一定の複数回数以上犯した場合と、2013年11月1日を初日とする開催より適用された0.05秒以上のフライングの「非常識なF」を犯した場合。この場合は当日のレース終了後直ちに退場となるが、即刻帰郷とは異なり、2回走りである場合は2回目の出場は（即刻帰郷の罰則でない限り）可能である。

### レース終了
- 的中者には的中した舟券の払戻が行われるほか、返還がある場合は確定後に返還される[† 14]。
- 終了後は直ちに次レースのスタート展示・周回展示が行われ、これを最終レース(通常は第12競走)まで繰り返す。

### 参考事項

#### 進入固定競走
各艇の進入コースを1コースを1号艇 - 6コース6号艇と決めておく「進入固定競走」が全競艇場で行なわれていた時期があった（ある競艇場では全開催レースを進入固定にしたこともあった）。当然1コースつまり1号艇が断然有利になるため、レースの紛れが少なくなって、あまりファンからの支持を得られず、一時期は開催される競艇場が少なくなっていたが、その後再び実施する競艇場が増え、現在では浜名湖、蒲郡、児島、丸亀、宮島、徳山、下関、若松、芦屋、福岡、大村の11競艇場で行われている他、平和島では2015年(平成27年)10月29日から11月3日までの開催を「ビキナーズ推しレース」として、全レース進入固定競走を実施した。また進入固定競走を実施していない競艇場でも企画レースとして実施する場合がある。

#### 2着の決まり手
2着に関しては前述の通り道中で逆転する場合が多いため、競走成績では「決まり手」を公示しない。しかし、道中での逆転がない場合、もしくは1周1マーク終了時点では次のような状態になることが多い。
1着は「イン逃げ」、2着は「差し」
2連単では「1-2」で決まることが多いが、これは2コースの艇が1コースの艇をマークして差しに構えることが多いためである。大外から、最内に差して2着に残るケースもあるが、上記の1-2と比較すると発生確率が低く、高配当となる。
1着は「イン逃げ」、2着が「まくり差し」
まくりに来た艇に対して内側の艇が反発して、まくった艇が後退してしまったときに、間隙を縫ってきた艇（まくりに来た艇の1つ外側の艇が多い）が2着になる場合、および、まくりに来た艇が途中でまくりをあきらめてまくり差しに変更した場合が考えられる。これらのケースも非常に多い。
1着が「まくり差し」、2着が「イン残り」
差しもしくはまくり差しが届いて1着になってしまったケースである。まくりが決まったときにはイン（1コース）は2着にも残れないことが多いが、差しの場合には、インがドカ遅れしていなければ残るケースが多い。大外からの最内差しが成功した場合には、2着が1コースの場合でも高配当になることが多い。
1着が「まくり」、2着が「マーク差し」
まくりが成功して、まくった艇が1着になった場合には、まくった艇の一つ外側の艇が2着になることが多い。まくり（つけまい）が決まると内側の艇はまくった艇の引き波に飲み込まれて大きく減速するため、その場合には2着には外側の艇が、減速している内側の艇とまくった艇の間のスペースにまくり差しを入れて2着をとることが多い。なお、大外まくりの場合には、外側に艇がいないため、最後にまくられたインコースは2着に来ることは少ないが、どの艇が2着に残るかは状況による。
1着が「まくり差し」、2着が「2番差し」
まくって来た艇に内側の艇が反発して、両者が飛んで大回りになった場合等に発生する。大きな差し場ができるので、外側の艇は容易に差しもしくはまくり差しを決めることができるため、外側の艇で上位を独占するケースが多い。この場合には、ほぼ確実に高配当になる。

#### 鉄板番組
別名として「企画レース」とも呼ばれる。その節中に、好調子の選手と不調子の選手とをわざと同じカードに組むこと。またはB級選手の中で1号艇のみがA1級選手など、明らかな格上の選手を有利な枠に組み込むこと。 これによって観客は本命一本の頭流しなどでの安易な予想がしやすくなり、初めて舟券を買う人などの競艇初心者にわかりやすいレース展開となることがほとんどで、大抵は低配当になる。これらのレースには特別なタイトルが付けられる事により、主催者が「意図的に組んでいる」ことを意思表示している（下表参照）。しかし、展開によっては波乱が起きて高配当になる場合もある。

##### 競艇場ごとの企画レース一覧
原則としてGII以下の競走が対象。江戸川と常滑はこれが行われていない。
| 競艇場 | タイトル                      | 対象レース                                       | 内容                                                                                        |
| ------ | ----------------------------- | ------------------------------------------------ | ------------------------------------------------------------------------------------------- |
| 桐生   | ドラドキ目玉                  | 第6レース                                        | 1号艇:A級、それ以外:B級                                                                     |
| 桐生   | ドラドキ3                     | 第7レース                                        | 1・3号艇:A級、それ以外:B級                                                                  |
| 桐生   | ドラドキ5                     | 第8レース                                        | 1・5号艇:A級、それ以外:B級                                                                  |
| 戸田   | ウィンウィン5                 | 第5レース                                        | 1・4号艇:A級、それ以外:B級                                                                  |
| 戸田   | ウィンウィン7                 | 第7レース                                        | 1号艇：A級                                                                                  |
| 平和島 | Afternoon Pleasant Race       | 原則第5レース 夏季の薄暮競走の実施日は第2レース  | A級を内側に配置                                                                             |
| 多摩川 | まつりだone                   | 第1レース                                        | 原則としてA級2人対B級4人を基本                                                              |
| 多摩川 | ターゲット9                   | 第9レース                                        | 原則として1号艇:A級、それ以外:B級を基本                                                     |
| 浜名湖 | ランチタイム                  | 第4レース                                        | 1号艇:A級、それ以外:B級                                                                     |
| 浜名湖 | ブレークタイム                | 第7レース                                        | 原則として1・4号艇:A級、それ以外:B級を基本                                                  |
| 蒲郡   | 進入固定競走                  | 第7レース                                        |                                                                                             |
| 津     | ツッキーレース                | 第1レース                                        | 1号艇:A級                                                                                   |
| 津     | 5ールドレース                 | 第5レース                                        | 1号艇:A級                                                                                   |
| 三国   | みくにあさイチ                | 第1レース                                        | 1号艇:A級、その他:B級                                                                       |
| 三国   | みくにあさガチ                | 第2レース                                        | 1・2号艇:A級、その他:B級                                                                    |
| 三国   | みくにあさズバ                | 第3レース                                        | 1・3号艇:A級、その他:B級                                                                    |
| 三国   | みくにあさ推し                | 第4レース                                        | A・B級各3人、かつ1号艇はA級固定                                                             |
| びわこ | びわこ幕開け戦                | 第1レース                                        | 1号艇:A級、その他:B級                                                                       |
| びわこ | ゴゴイチびわこ                | 第5レース                                        | 1号艇（固定）とそれ以外の艇のいづれか1人（計2人）がA級、その他:B級                          |
| 住之江 | 住之江ファイブ                | 第5レース                                        | 1号艇:A1級                                                                                  |
| 住之江 | 住之江セブン                  | 原則第7レースだが 編成の都合で実施しない場合あり | 1・6号艇:A級                                                                                |
| 住之江 | トワイライトエイト            | 第8レース                                        | 1・4号艇:A級                                                                                |
| 尼崎   | 朝からセンプル                | 第1レース                                        | 3・4号艇のいづれかにA級                                                                     |
| 尼崎   | 昼どきピンクル                | 第6レース                                        | 1号艇（固定）と3・4号艇のいづれかにA級                                                      |
| 鳴門   | とるならなると                | 第1レース                                        | 1号艇のみ:A級                                                                               |
| 鳴門   | どーなるなると                | 第2レース                                        | 日替わりの企画レース                                                                        |
| 鳴門   | どきどきなると                | 第3レース                                        | 1号艇:A級、それ以外:A級、またはB級                                                          |
| 鳴門   | とにかくなると                | 第4レース                                        | 1号艇:A級、それ以外:A級、またはB級                                                          |
| 丸亀   | ナイタータイム!!ガチ勝ち6     | 第6レース                                        | 原則として1・3・4号艇:A級                                                                   |
| 丸亀   | ラッキーレース!!穴ガチ7       | 第7レース                                        | A級3人を原則とする                                                                          |
| 丸亀   | 進入固定!!ガチ勝゛ち（がち）8 | 第8レース                                        | 原則として1号艇:A1級、2・4号艇:A級（A1級に限らず）を基本                                    |
| 児島   | 朝とくガァ～コ戦              | 第1レース                                        | 1号艇:A級、その他:B級                                                                       |
| 児島   | コジマだ4(よ)っ!              | 第4レース                                        | 原則として4号艇:A級かそれに相当する選手                                                     |
| 児島   | 日替艇食戦                    | 第5レース                                        | 日替わりの企画レース （例）女子限定「レディースセット」、A級限定「A艇食」など               |
| 児島   | 昼とくクラリス戦              | 第6レース                                        | 内側の1・2・3号艇:A級、外側の4・5・6号艇:B級                                                |
| 児島   | これしか9(ないん)じゃ!        | 第9レース                                        | 日替わりの企画レースで、場内などで「予想はこれ!」楽しめる企画レースを行う                   |
| 宮島   | ファーストバトル              | 第1レース                                        | 1枠:A級、その他:B級                                                                         |
| 宮島   | ランチタイム                  | 第5レースか第6レースのいづれか （季節による）    | 原則として1枠:A級だが、編成により2・3・4枠のいづれかにもA級が入る場合もある                 |
| 宮島   | ティータイム                  | 第9レース                                        | 進入固定戦、かつ原則として1番:A級だが、編成により2・3・4番のいづれかにもA級が入る場合もある |
| 徳山   | モーニング予選1st             | 第1レース                                        | 1号艇:A級、その他:B級                                                                       |
| 徳山   | モーニング予選2nd             | 第2レース                                        | 1号艇（固定）と内・中枠のどれかにA級                                                        |
| 徳山   | モーニング予選3rd             | 第3レース                                        | 1号艇（固定）と外・中枠のどれかにA級                                                        |
| 徳山   | モーニング予選4th             | 第4レース                                        | 1・2号艇:A級、3号艇:当該節の出場者の中で勝率上位の選手                                      |
| 徳山   | グランプリ特選                | 第5レース                                        | A級選手、あるいは機力上位選手中心の競走                                                     |
| 下関   | ふく～る戦                    | 第7レース                                        | 原則として1・4・5枠:A級、2・3・6枠:B級                                                      |
| 下関   | 進入固定競走                  | 第8レース                                        | 原則として1・4枠:A級、その他:B級                                                            |
| 下関   | シーモ戦                      | 第9レース                                        | 1枠:A級                                                                                     |
| 若松   | 進入固定戦隊                  | 第5レース                                        | 進入固定競走、かつ1・2・4枠:A級、3・5・6枠:B級                                              |
| 若松   | エイトビート                  | 第8レース                                        | 原則として1号艇:A級                                                                         |
| 芦屋   | サンライズV戦                 | 第1レース                                        | 1号艇:A級、その他:B級                                                                       |
| 芦屋   | サンライズW戦                 | 第2レース                                        | 1・4号艇:A級、その他:B級                                                                    |
| 芦屋   | サンライズX戦                 | 第3レース                                        | 1・3・5号艇:A級、2・4・6号艇:B級                                                            |
| 芦屋   | サンライズY線                 | 第4レース                                        | 進入固定競走、かつ1号艇:A級                                                                 |
| 芦屋   | サンライズZ戦                 | 第5レース                                        | 1・2号艇:A級                                                                                |
| 芦屋   | 進入固定競走                  | 第7レース                                        |                                                                                             |
| 芦屋   | 昼どき戦                      | 第8レース                                        | 1号艇:A級                                                                                   |
| 福岡   | カタメン１、３                | 第1・第3レース                                   | 第1レースは1号艇にA級または主力選手、第3レースは3号艇にA級または主力選手                    |
| 唐津   | 朝1戦                         | 第1レース                                        | 1号艇:A級                                                                                   |
| 唐津   | モー2（ニ）ング戦             | 第2レース                                        | 1・2号艇:当該開催節の主力選手                                                               |
| 唐津   | 3（サン）ライズ戦             | 第3レース                                        | 1・3号艇:当該開催節の主力選手                                                               |
| 唐津   | おは4（ヨン）戦               | A・B級各3人ずつ                                  |                                                                                             |
| 大村   | 進入固定競走                  | 第7レース                                        |                                                                                             |

#### 出目
競艇では他の公営競技に比べ当日の出目が参考になることも多い。これは各艇の進入コースが、インから出走表の通りになることが多いことが関係している。顕著なのは当然1号艇であり、1着を連発することも多い反面、1着が1-2回に終わることもある。これは当日の風や水面のコンディション、心理的なものなどに起因すると思われるが、詳細は不明である。

## 開催
モーターボート競走法、モーターボート競走法施行令、モーターボート競走法施行規則などにより、競走場・施行者あたりの開催回数および開催日数、1開催あたりの開催日数、1日の競走回数が定められている。1回の開催では最大18日開催可能。開催は主に4日から6日の間で設定される「節（シリーズとも呼ぶ）」で構成され、これを複数回組み込んでいることが多い。
法令上の開催回数は出走表に記載されるか、勝舟投票券に印字されるが、一般的にはあまり認知されていない。
競艇の開催日程は、競馬・競輪など他の公営競技と日程を見つつ決められる。スペシャルグレード（SG）競走は前年の8月頃に、グレード・ワン（GI）・グレード・ツー（GII）・グレード・スリー（GIII）は前年の12月までに決まり、一般競走は3か月ごとに決められる。
競艇の番組は、まず日本モーターボート競走会の斡旋課によって競艇場に選手が斡旋され、競艇場の番組編成委員が選手を割り振ることで決定する。斡旋に際し、選手や主催者は斡旋を拒否することもできる。多くの主催者から斡旋を拒否された選手には、引退勧告が出されることもある。
斡旋については、SG競走は各大会の選考基準に基づいて決定、GI・GIIは主催者側からの希望と、それ以外の中から斡旋課が各主催者に提示した選手を斡旋する。一般競走は、それぞれの条件に合致する選手を斡旋する形となる。また一般競走では、同じ開催に、同姓選手は3組までとし、同県同姓(同じ都道府県出身者の同じ姓)の者の斡旋は不可。姻戚関係(親子兄弟)にある選手が出場することも、SGレースや正月・お盆などの例外を除き出来ない。
斡旋された選手は前検日の指定された時間までに競艇場へ集合し、手荷物検査・身体検査等、各種の検査を受けた後でモーターとボートの抽選を行う（後述）。その後は他の公営競技と同様に、開催終了（あるいは斡旋解除）まで競艇場敷地内もしくは競艇場から離れた場所にある選手宿舎に宿泊し、家族を含め外部との連絡は一切認められず、携帯電話等の各種通信機器も没収される。アルコールの摂取やギャンブルも禁止されている。通常の昼間開催の場合、起床時間は午前7時（冬は7時30分）、消灯時間は午後10時である。また宿舎が競艇場から離れた場所にある場合は、徒歩または競艇場が用意したマイクロバスで移動する。
宿舎は概ね、競馬場の調整ルームと基本的なシステムは同じだが、居室は2-3人1部屋の相部屋で、居間と個人の寝室で構成された半個室型である。原則として出身地が同じ、または同支部の者が同室となる。宿舎内の簡易売店には菓子・インスタント食品・飲み物の他、持ち込み・摂取禁止のアルコール類の代わりにノンアルコール飲料も販売されている（購入時に伝票に記入し、代金は最終日の帰宅前に一括して精算）。図書娯楽室には漫画や競艇雑誌等が用意されている。大浴場は選手が減量する為のサウナも完備されている。

### 一節間の進行
レース番組は初日が前検日（前検終了後）、2日目以降は前日のレース終了後に主催者から発表される。各競艇場の番組編成委員は、裁量により自由に番組を編成することができる。
出走回数は3日開催で4回、4日開催で6回、6日開催で8回とほぼ決まっており、1日の出走回数は1回または2回である
。節間の出走回数は抽選によって決められる。
競艇は3 - 7日間（通常は4 - 6日間）を一節として開催される。開催における各選手の目標は、優勝戦に勝ち優勝者となることにある。優勝戦の出場者を決めるための方式には以下のようなものがある。
- トライアル方式 - 3日間のトライアルレースを行い、得点上位者6名が優勝戦に進出する。賞金女王決定戦で採用されている[130]。2013年までの賞金王決定戦はこの形を採用して施行されていた。
- ステージ方式 - 全日程でトライアルレースを2レースずつ / 合計・10レース行なう。初日と2日目はファーストステージ、3・4・5日目はセカンドステージを行ない2ndの上位6名が優勝戦に進出する。賞金王決定戦は2014年からこの方式で施行されている。
- 準優勝戦方式 - 初日からの数日間で予選競走を行い、得点上位者が準優勝戦に進出。進出者が18人の場合は3レース（上位2着まで）、12人の場合は2レースを行い（上位3着まで）、上位に入着した選手が優勝戦に進出する[139][† 16][† 17]。特別競走や準特別競走だけでなく、多くの一般競走でも採用されている[139]。ごく稀に、進出者を36人として6レースを行う（1着のみが優勝戦進出）形態が採用されることもある[140]。
- 準々優勝戦方式 - 上記に似た方式だが、予選通過人数は24名となる。準々決勝を2日間・2レース行う形式[† 18]か4レース全てを1日で行う形式[† 19]に分かれる。ここで上位3着以内の選手12名が翌日の準優勝戦に進出、12名で準優勝戦（2レース）を行い上位3着以内の選手が更に翌日の優勝戦に進出。準優勝戦で敗退した選手は、順位決定戦に回る。
- 準優進出戦方式 - 準々優勝戦方式に似た方式で、予選通過人数は24名だが準優進出戦4レースを行い、まず同レースの3着以内（12名）が準優勝戦に進出。残り12名のうち準優進出戦を含めた予選道中の得点率上位6名が準優勝戦に進出し、準優勝戦3レースを行う[141]。唐津で古くから採用されていた方式で、他場でも7日間開催の際に採用される例が多い。なお、上記の準々優勝戦方式を「準優進出戦方式」と呼ぶ場もあるため（尼崎など）注意が必要。
- 得点率方式 - 予選期間中の得点率上位6名が優勝戦に進出。開催日数が短い場合や出場選手が少ない場合に採用される[142]。2014年から行われているレディースチャレンジカップ競走はこの方式が採用されている。
- バトルロイヤル方式 - トライアル予選で一定の点数を獲得した選手がトライアル戦に出場し、勝つと優勝戦進出のためのポイントを獲得する[142]。
- 指名乗艇方式 - 優勝戦に出場する選手を予め決めておく方式[143]。
- ボートレースバトルトーナメントやボートレースバトルチャンピオントーナメント競走は、他のスポーツで一般的な勝ち残りトーナメント方式で行われる。

3 - 4日間の短い節では準優勝戦を行わず、優勝戦は前日までの成績上位6選手で争う形態が多い。また賞金王決定戦のように、予選の番組を毎回抽選で決める節もある。
選手の途中帰郷は、負傷などの場合を除きほとんどみられない。

#### 一般的な番組編成（準優勝戦方式）
- 初日より3 - 4日間
  - 1-12R（予選）：原則として総当たり戦[144]。1、2レースでは実力下位の選手を集めた下位戦、10-12レースでは実力上位の選手を集めた上位戦が行われ、4-7前後のレースでは様々な実力の選手を集めた中位戦が行われる[145]。特に初日の最終レースでは、主催者が特に選んだ選手によるドリーム戦が組まれることが多い。各レースごとの組み合わせ（番組）は施行者の裁量に委ねられ、各選手は概ね一日あたり1 - 2走する。成績上位の18名が「準優勝戦」に進出。

- 最終日前日
  - 1-9R（一般戦）：一節間の優勝への計算には考慮されないが、賞金は「予選」と同額である。また、期間内の勝率・得点率計算には影響するため、準優勝戦に進めなかった選手の中で競走成績を極端に落とす可能性がある（モーターの調子がすこぶる悪いなど）選手は、出走調整を希望すれば5・6日目を1走のみ（ただし賞典除外になる）にできる場合もある。斡旋人数の多い節（主にSG・GI）を除き、後述の「準優勝戦」に参加する選手も一般戦に出走するが、ここでフライングや出遅れなど選手責任によるスタート事故が発生した場合も賞典除外となる。SG・GIでは準優勝戦進出者が出走しないため、俗に「負け戦」と言われる。
  - 10-12R（準優勝戦）：予選成績上位18名が10-12R「準優勝戦」に進出。成績順に上位者から内枠が与えられる。原則として、各レースで上位2着に入った計6選手が「優勝戦」に進出する[† 21]。準優勝戦で敗れた選手は「選抜戦」に回る[146]。

- 最終日
  - 1-9R（一般戦）：基本的な仕組みは「準優勝戦」開催日と同様。ただしSG・GIの場合は前日と異なり、準優勝戦で優勝戦進出を逃した選手も加わる。
  - 10・11R（選抜戦）：準優勝戦3-6着の選手によって行われる賞典レース。「特別選抜戦」と呼ばれることもある。出走選手は準優勝戦の着順により自動的に中位（3・4着）グループと下位（5・6着）グループに分けて行うことが多く、前者を11Rに「選抜A」戦として、後者を10Rに「選抜B」戦として行われることが多い。賞金は「選抜A」が高額に設定される。一般戦では着順によらないメンバーの振り分けが行われることもあり、この場合A・Bの区別はせず、賞金額に差をつけないこともある。
  - 12R（優勝戦）：準優勝戦にて上位に入った6選手によって行われる。出場選手は優勝戦のみ出走し、当日は他の競走へ出走することはない。

#### ナイター開催時の番組編成
準優勝戦・および優勝戦は番組編成員の手が入らず、着順（あるいは予選着順点）によって自動的に決定される。このためナイター開催時は準優勝戦・優勝戦メンバーの確定を速やかに行うため、次の措置が取られる（ただし年末の「グランプリ（=賞金王決定戦）」に関しては例外がある）。
- 予選最終日では、10R以降（競艇場により異なる）を得点計算に含めない「一般戦」として実施している。SGでは12Rまで「予選」として行うが、どの着順になっても準優勝戦へ進出する可能性の無い選手が出走することで、事実上予選を前倒ししている。
- 準優勝戦日は9-11Rが「準優勝戦」、12Rは「一般戦」となる。

## 歴史
モーターボートレースの歴史についてはモーターボートの歴史を参照すること。戦前からあった公営競技の競馬が戦後の1946年に復活すると、地方自治体の戦後復興のための財源のひとつとして、1948年に競輪、1950年にオートレースが新たに公営競技として始まり、1951年に競艇も認められた。レース開始は翌1952年の大村競艇場。

### 昭和20年・30年代
- 1951年（昭和26年）
  - 6月18日 モーターボート競走法制定公布
  - 10月3日 大村選手養成所にて選手養成開始
  - 11月28日 社団法人全国モーターボート競走会連合会設立認可
- 1952年（昭和27年）
  - 3月17日 第1回選手資格試験が大津で実施される。
  - 3月26日 登録選手第1号（登録番号11番 鍋島弘）が誕生する。
  - 4月6日 長崎県の大村競艇場にて競艇初開催[148][149][† 22]
- 1953年（昭和28年）
  - 11月7日 - 11月10日 福岡県の若松競艇場で第1回全日本選手権競走を開催。
- 1953年（昭和28年）
  - 5月13日 - 5月17日 岡山県の児島競艇場で笹川賞の前身大会として第1回全国地区対抗競走を開催。
  - 8月20日 - 8月23日 長崎県の大村競艇場で第1回モーターボート記念競走を開催。
- 1958年（昭和33年）
  - 5月23日 住之江競艇場で体重別レースを試行。
- 1959年（昭和34年）
  - 9月26日 愛知県の半田競艇場が伊勢湾台風による被害により閉鎖される（正式廃止は1964年3月31日）。
- 1961年（昭和36年）
  - 4月1日 フライング艇に対する返還欠場が実施される。
- 1962年（昭和37年）
  - 11月1日 東京オリンピック（1964年）の漕艇競技に供するため戸田競艇場が約3年間閉場される（1965年10月28日に再開）。

### 昭和40年代以降
- 1965年（昭和40年）
  - 10月28日 戸田競艇場が全公営競技場で初めてレース中継の場内放映を開始する。
  - この年から後の総理大臣杯競走となる鳳凰賞競走がスタートする。
- 1966年（昭和41年）
  - 8月9日 競艇のレースが初めてテレビ放映される（戸田競艇場での第12回全国地区対抗競走優勝戦、フジテレビで17:00 - 17:30まで「第12回戸田橋競艇」として中継された）。
  - 11月28日 競艇選手養成所である本栖研修所が開設（当時の名称は「本栖厚生施設水上スポーツセンター」）。
- 1974年（昭和49年）
  - 1月1日 オイルショックの影響により、各競艇場で1日のレース数を10レースまでに自粛した（1984年3月31日に解除）。
- 1978年（昭和53年）
  - 11月 スタート時に用いられる大時計が現在の12秒針になる。
- 1982年（昭和57年）
  - 3月 下関競艇場で初の外向前売発売を実施。
  - 4月 モーターボート競走法施行規則が改正され、他場での舟券販売が許可された。
  - 8月 上記改正を受け、蒲郡競艇場で開催されたモーターボート記念競走の準優勝戦・優勝戦の舟券を尼崎競艇場・若松競艇場で併売。
- 1983年（昭和58年）
  - 5月 競艇のシンボルマーク制定。
- 1985年（昭和60年）
  - 4月19日 平和島競艇場で初の進入固定競走を実施。
  - 5月26日 平和島競艇場で電話投票の運用が始まる（当時は競艇場ごとに会員募集した）。
- 1986年（昭和61年）
  - 3月 非開催の競艇場における場間発売を開始。
  - 8月12日 初の場外舟券販売所・ボートピアまるがめ開場。
  - 10月24日 平和島競艇場で、選手が自らモーターを整備する「新整備方式」のテスト導入を開始（翌年1月までに全場で導入）。
  - 12月18日 - 23日 住之江競艇場で第1回賞金王決定戦を開催。優勝は彦坂郁雄。
- 1988年（昭和63年）
  - 4月1日 グレード制を導入。

### 平成時代(20世紀)
- 1991年（平成3年）
  - 4月1日 優勝戦が3周となる（以前の優勝戦は4周していた）。
  - 6月25日 住之江競艇場での第1回グランドチャンピオン決定戦競走からさだまさし作曲の優勝戦ファンファーレを使用開始[151]。
- 1992年（平成4年）
  - 2月 競走で使用するボートがハイドロプレーンに統一される（最後のランナバウトによる競走）。
- 1996年（平成8年）
  - 7月20日 この年に誕生した新しい国民の祝日・海の日の誕生を記念してオーシャンカップ競走が初開催される。
- 1997年（平成9年）
  - 9月20日 競艇初のナイター競走が桐生競艇場にて開催される。
- 1998年（平成10年）
  - 11月20日 この年から競艇王チャレンジカップ競走が初開催される。
- 1999年（平成11年）
  - 登録番号4000番台に到達。当時は84期
- 2000年（平成12年）
  - 10月13日 全公営競技を通じて初めての三連勝単式投票券が住之江競艇場にて導入される[152][153]。

### 平成時代(21世紀)
- 2001年（平成13年）
  - 3月10日 やまと競艇学校開設、88期からやまと卒業生。
  - 7月10日 インターネット投票が開始される。
- 2002年（平成14年）
  - 8月5日 スタート展示を実施[† 23]。
- 2006年（平成18年）
  - 平成生まれのボートレーサーが誕生。第1号は、99期の坂口貴彦
- 2007年（平成19年）
  - ボートレーサー100期目到達。
- 2008年（平成20年）
  - 2月4日 競走水面護岸工事に伴い江戸川競艇場の本場開催を2009年6月まで休止。
  - 4月1日 財団法人日本モーターボート競走会発足
- 2010年（平成22年）
  - 5月25日 浜名湖競艇場で行われた第37回笹川賞競走の選手紹介式で延近輝之作曲の新鋭リーグ・女子リーグオリジナルファンファーレが発表された[154]。
  - 7月8日 競艇初のモーニング競走が芦屋競艇場にて開催される。
  - 9月9日 宮島競艇場で減音モーター導入により、全場減音モーターとなる。
- 2011年（平成23年）
  - 1月31日 SG及び全国発売GI両大会の内容が一部見直された。SG（賞金王シリーズを除く）がこれまでの4000万均一からグランドチャンピオン決定戦・オーシャンカップ・チャレンジカップの3大会が2500万円、総理大臣杯・笹川賞・モーターボート記念・全日本選手権が3500万円に減額された。また、新しい大会として賞金女王決定戦の開催が決定した。
  - 3月11日　当日、襲った東日本大震災の影響で3月末までの競艇・全レースが中止に。この中には16日から21日まで戸田で開催予定だった総理大臣杯競走の第46回大会も含まれていた。なお、この代替開催は8月5日から10日の6日間、戸田で開催した東日本復興支援競走の形で開催した為に2011年の真夏は蒲郡→戸田→福岡と続く3連戦の形で行った。又、この年に行われる全てのSGとGI競走は東日本大震災被災地支援競走として開催し総売上げの1割を被災地に贈った。
  - 4月5日 BSフジで「BOAT RACEライブ 〜勝利へのターン〜」がスタート。
  - 5月22日 徳山競艇場の第2レースの3連勝単式で68万2760円の最高配当を記録。
  - 6月30日 競艇のホームページがリニューアルされる。
  - 8月28日 翌年の2012年に開催する第30回記念ロンドンオリンピックの日本選手団の応援協賛スポンサーに競艇が加わる事が決まった。この事によって今後のSGポスターに五輪マークが付く事になった。
- 2012年（平成24年）
  - 4月27日 新プロペラ制度開始。これにより「選手持ちプロペラ制度」が廃止された。これ以降は選手はモーターに備え付けられたプロペラを原則変更することができなくなる。
  - 12月16日 大村競艇場で第1回賞金女王決定戦競走が開催。優勝は三浦永理。
  - グランプリ・クイーンズクライマックスの出場者全員にファン考案によるキャッチフレーズが付けられた。
- 2013年（平成25年）
  - 6月のグランドチャンピオン決定戦競走で太田和美が史上2人目のグラチャン連覇を達成。
- 2014年（平成26年）
  - 全SG競走と競艇名人戦、女子王座決定戦、賞金女王決定戦などの名称が変更された。
  - 競艇名人戦、女子王座決定戦、新鋭王座決定戦、賞金女王決定戦がプレミアムG1と位置付けられた。
  - 前年まで新鋭王座決定戦競走として開催したヤング戦線がヤングダービー競走として生まれ変わった。
  - 11月に開催している競艇王チャレンジカップに新たにレディースチャレンジカップ競走が加えられた。
  - オール女子競走がオールレディース競走に、女子リーグ戦がヴィーナスシリーズに名称変更された。同時に、オールレディースが一般戦からGIIIに格上げ。代わりにヴィーナスシリーズがGIIIから一般戦に格下げされた。また、以前は、ヴィーナスシリーズの覇者に女子王座決定戦の優先出場権が与えられたが、その獲得できる権利も、オールレディースに変更された。
  - この年から賞金王決定戦が2ステージ制度に。
- 2015年（平成27年）
  - 前年まで一般戦扱いだった、賞金女王シリーズ戦（クイーンズクライマックスシリーズ）競走がGIIIに格上げされた。
- 2016年（平成28年）
  - 史上初の3日間開催となる、ファン感謝3days ボートレースバトルトーナメント競走が新設された。
- 2017年（平成29年）
  - やまと学校の名称がボートレーサー養成所に変更された。
  - この年からGII競走に新たにレディースオールスター競走が加わった。
  - 登録番号が5000番台に到達。当時は121期。

### 令和時代
- 2019年（令和元年）
  - この年からプレミアムGI競走にボートレースバトルチャンピオントーナメント競走（通称・BBCトーナメント）、GII競走に全国ボートレース甲子園競走が新設された。
  - 21世紀生まれのボートレーサーが誕生。第1号は124期・5093番の浦野海と5094番の生田波美音。
  - 7月10日 ボートレース常滑で開催されたオーシャンカップ、第10Rの3連勝単式で30万4770円でSG競走での最高配当を記録。
- 2020年（令和2年）
  - 1月8日 前年、突如引退した元選手の西川昌希が、不正に順位を落とす八百長行為を行い、その代わりに舟券を購入した親族から現金300万円を受け取ったとして、モーターボート競走法違反の疑いで親族と共に名古屋地方検察庁特別捜査部に逮捕された[155]。その後さらに11の競艇場・18のレースでも意図的な順位操作を行い、見返りとして計3425万円を受け取った事が発覚し、再逮捕・追起訴された[156][157]。
  - 2月9日 ボートレース尼崎で開催されていた第63回G1近畿地区選手権第4日目第9Rにて、転覆したボートに別の選手のボートが追突。追突されたボートに乗艇していた松本勝也が死亡する事故が発生[158][159]。
  - 2月28日 新型コロナウイルスの世界的大流行を受け、この日より全レース場無観客開催措置が発動。外向発売所や場外発売場も閉鎖。
  - 11月 最低体重の規定変更。男子は従来の51kgから52kgに変更した（女子は変更なし）ことで男女差が5kgに拡大[160]。
- 2021年（令和3年）
  - 4月28日 持続化給付金受給による、大量のレーサーの処分者が出た[161]。
  - 7月2日 2022年のボートレース日程が発表され、最高峰のグランプリが大村発祥地ナイターとして、BBCトーナメントはびわ湖で2023年の年明けに開催と発表された。
  - 10月20日 ミッドナイトボートレースをボートレース下関で初開催。既にミッドナイトレースを行っている競輪・オートレースに倣い無観客にて実施し、舟券は前売発売以外ではインターネット投票のみで発売する。なお、第1レースのスタート展示が17時頃、第12レースの終了が21時半頃から22時頃となっており、最終レースが23時台であるミッドナイト競輪・ミッドナイトオートレースよりは最終レースの発走時刻は早い[162][163]。初日の売り上げは8億3225万2700円で[164]、6日間の総売り上げは目標の40億円を軽く上回り57億9673万5300円であった[165]。
- 2022年（令和4年）
  - ボートレースバトルチャンピオントーナメントの出場選手枠が拡大されG2のレディースオールスター競走と全国ボートレース甲子園、年末の最高峰の舞台として開催されるボートレースグランプリとクイーンズクライマックスの合計4大会における優勝者優先枠が新設される。
  - 3月21日 遠藤エミがボートレースクラシックで優勝し、女性初のSG優勝者が誕生した。
  - 11月1日 児島競艇場の第7レース（GIIIオールレディース予選）の3連勝単式で76万1840円の払い戻しとなり、最高配当記録を11年ぶりに更新[166]。

### 東日本大震災による被害・影響
2011年3月11日に発生した東日本大震災により、日本の競艇開催も多大な影響を受けた。
最も大きな被害を受けた桐生競艇場では施設が損傷したほか、場外発売施設「ボートピア」も東北や東日本を中心に各地で大きな被害が出た。
地震の発生を受け、各主催者は3月11日に行われていた開催を打ち切り。13日には全国すべての競艇場が3月14日から3月末まで開催を中止することを発表した。この中には戸田競艇場で開催予定だったSG「総理大臣杯競走」も含まれていた。
日本モーターボート競走会は3月28日に義援金として10億円を拠出すること、4月1日以降を初日とする開催から「東日本大震災被災地支援競走」として順次開催を再開することを発表。ナイター競走も当面行わず、昼間開催に変更した。
なお、電力事情に配慮して休止していたナイター競走は4月25日を初日とする開催から順次再開したほか、桐生競艇場での開催も5月11日からナイターで再開した。
また、中止となった総理大臣杯競走に代わるSG級競走として「SG東日本復興支援競走」を2011年8月5日-10日まで戸田競艇場で開催した。出場選手は原則として、総理大臣杯に出場予定だった52人の選手。ただし開催期間がフライング休みにあたる選手は除外され、総理大臣杯の予備選手が順次繰り上がった。優勝賞金は3000万円で、実施規則などは他のSG競走と同様に扱われたが、優勝者への次回開催SGに対する出場シード権は付与されなかった。

### 新型コロナウイルス感染症による影響
2020年2月、日本国内にて新型コロナウイルス（COVID-19）が流行。これにより、2月28日より全場が閉鎖され、無観客にて開催された。外向発売所、場外発売場も閉鎖され、投票は電話・インターネット投票のみとなった。
当初、3月15日までの予定だったが、感染規模が縮小しなかった為、無期限に延長。4月には改正・新型インフルエンザ等対策特別措置法に基づく緊急事態宣言が政府より発令された為、無観客開催が続いた（舟券は電話投票・インターネット販売のみ購入、レースはJLCや各競艇場の公式YouTubeチャンネルやニコニコ生放送等でライブストリーミング配信）。当初の無観客期間に、SG・プレミアムGI競走は当てはまっていなかったが、期間延長により、平和島競艇場で行われたSGボートレースクラシックから、鳴門競艇場で行われたSGオーシャンカップまでのSG4大会、プレミアムGI1大会が無観客で開催された。
その後、感染拡大が抑えられ、緊急事態宣言も解除された事を受け、全国に先駆けて大村競艇場で5月22日の開催から観客の入場を、入場時の検温で体温が37度未満であることやマスク着用義務化などの各種条件付きで再開（当初は長崎県内在住者限定）。その後も各競艇場及び外向・場外発売所で以下の通り無観客措置の解除を順次進めている。但し、多数の来場（=クラスター（集団感染））が予想されるGII以上のグレード競走開催節は無観客開催措置または事前抽選入場措置を取る。
7月頃から第2波の影響で再び感染拡大。7月21日には、ボートレーサーで初となる新型コロナウイルス感染者が確認された。7月22日から27日まで宮島競艇場で開催されていた「ルーキーシリーズ第13戦」に出場した複数の選手で新型コロナウイルス感染を確認。広島県がクラスターと発表された。この影響で次節になっていた8月3日から8日まで開催予定だった「第3回東京スポーツグループ杯」が開催中止となった。また、住之江競艇場にて7月30日から8月4日まで開催されていた「ボートの時間！ご視聴ありがとう競走」に出場した選手にも新型コロナウイルス感染が確認された為、次節であった「大阪ダービー 第37回摂河泉競走」（8月11日から8月16日）の開催を中止した。
| 競艇場       | 場外・外向 無観客解除日 | 本場 無観客解除日 | 備考                                                             |
| ------------ | ----------------------- | ----------------- | ---------------------------------------------------------------- |
| 桐生競艇場   | 7月6日                  | 7月6日            |                                                                  |
| 戸田競艇場   | 7月17日                 | 7月17日           |                                                                  |
| 江戸川競艇場 | 6月23日                 | 7月16日           | 場外先行解除期間中も本場開催日は閉館                             |
| 平和島競艇場 | 6月20日                 | 7月11日           | 場外先行解除期間中も本場開催日は閉館                             |
| 多摩川競艇場 | 6月22日                 | 7月19日           | 場外先行解除期間中も本場開催日は閉館                             |
| 浜名湖競艇場 | 6月8日                  | 6月8日            |                                                                  |
| 蒲郡競艇場   | 6月8日                  | 6月23日           |                                                                  |
| 常滑競艇場   | 6月8日                  | 6月11日           | オラレセントレアは閉館続行                                       |
| 津競艇場     | 6月8日                  | 6月15日           |                                                                  |
| 三国競艇場   | 6月24日                 | 6月24日           | 但しGII第2回全国ボートレース甲子園開催節は本場・外向共に閉館     |
| びわこ競艇場 | 7月7日                  | 7月10日           |                                                                  |
| 住之江競艇場 | 6月10日                 | 6月10日           | BTS大和ごせのみ6月1日より先行解除                                |
| 尼崎競艇場   | 6月10日                 | 6月16日           | 但しGIIモーターボート大賞開催節は本場・外向共に閉館              |
| 鳴門競艇場   | 6月15日                 | 6月16日           | 但しSG第25回オーシャンカップ開催節は本場・外向共に閉館           |
| 丸亀競艇場   | 6月1日                  | 6月1日            |                                                                  |
| 児島競艇場   | 6月4日                  | 6月4日            |                                                                  |
| 宮島競艇場   | 6月1日                  | 6月3日            | 但しSG第30回グランドチャンピオン決定戦開催節は本場・外向共に閉館 |
| 徳山競艇場   | 6月8日                  | 6月1日            |                                                                  |
| 下関競艇場   | 6月22日                 | 6月24日           |                                                                  |
| 若松競艇場   | 6月20日                 | 6月20日           |                                                                  |
| 芦屋競艇場   | 6月21日                 | 6月21日           |                                                                  |
| 福岡競艇場   | 5月30日                 | 5月30日           |                                                                  |
| 唐津競艇場   | 6月26日                 | 6月26日           |                                                                  |
| 大村競艇場   | 5月23日                 | 5月23日           |                                                                  |

2021年4月の第4波では、3回目の緊急事態宣言が発令された東京都及び関西3府県に立地する5場（多摩川・江戸川・平和島・住之江・尼崎）について閉鎖・無観客開催措置が取られている。

### 女性選手の歴史
1952年5月に初の女子選手である則次千恵子（引退）が選手登録されて以降、1954年には初の女子限定のレースも行われたりしたが、徐々に選手数は減少。その後、1974年に田中弓子（のち鈴木弓子。引退）が9年ぶりに本栖研修所へ入所しデビューすると一躍人気となり、1980年以降は女子選手養成の動きが活発化した。2021年（令和3年）12月28日時点で、全選手1593人のうち女子選手は241人であり、全体の15%を占めている。
- 1952年（昭和27年）
  - 5月1日 - 初の競艇女子選手として則次千恵子（選手登録番号78）が選手登録。
- 1953年（昭和28年）
  - 11月 - 第1回全日本選手権競走に則次千恵子、渕崎栄子、中村弘子の3選手が出場。
- 1954年（昭和29年）
  - 3月2日 - 芦屋競艇場にて、初の「オール女子レース」を開催。
  - 8月21日 - 大村競艇場にて、初の「オール女子ダービー戦」（現在廃止）を開催。
- 1955年（昭和30年）
  - 下関競艇場で行われた周年記念競走で、戸板君子（1133）が優勝。
- 1960年（昭和35年）
  - 11月 - 第7回全日本選手権競走で、佐竹文子（1288）が準優勝戦に進出。
- 1967年（昭和42年）
  - 8月 - 現役女子選手・引退女子選手の相互親睦組織として「紅の水会」発足。
- 1979年（昭和54年）
  - 4月 - 第48期選手養成員として田中弓子が本栖研修所に入所。当時現役女子選手が古川美千代他3選手のわずか4選手にまで減っていたが、1970年以来9年ぶりに女子の選手志願者が誕生した。
- 1980年（昭和55年）
  - 4月 - 田中弓子の成功もあり、女子選手の定期養成を再開。第48期選手養成員として女子15名が本栖研修所に入所。
- 1983年（昭和58年）
  - 3月 - 第52期選手養成訓練修了記念競走にて、石原加絵（3098）[† 24][179]が女子として初優勝。

  - 8月12日 - 住之江競艇場にて、23年ぶりとなる女子選手限定戦「全日本女子選手権大阪大会」（レディスカップ）を開催。優勝は服部恭子（3093）。
  - 9月 - 外国人女子選手の募集を開始。
- 1987年（昭和62年）
  - 12月3日 - 浜名湖競艇場にて、第1回「女子王座決定戦」を開催。
- 1997年（平成9年）
  - 9月28日 - 鵜飼菜穂子（2983）が福岡競艇場第10レースにて通算1,000勝を達成
- 1999年（平成11年）
  - 2月21日 - 鳴門競艇場で開催された「第42回四国地区選手権」で山川美由紀（3232）が優勝し、42年ぶりに女子選手がGI競走で優勝。
- 2000年（平成12年）
  - 4月15日 - 山川美由紀（3232）が通算1,000勝を達成
- 2001年（平成13年）
  - 6月24日　唐津競艇場で開催された「第11回グランドチャンピオン決定戦競走」で寺田千恵（3435）が女子選手として初めてSG競走の優勝戦へ進出。
- 2002年（平成14年）
  - 3月28日 - 安藤千夏（3145）が性同一性障害と男性への性別変更を公表、その後男子選手・安藤大将として活動（2005年9月8日選手登録削除、引退）。
  - 10月5日 - 日高逸子（3188）が唐津競艇場第8レースにて通算1,000勝を達成。
- 2003年（平成15年）
  - 5月24日 - 津競艇場でのレース中に、木村厚子（3196）が事故死[180] [181] [182]。
- 2005年（平成17年）
  - 10月29日 - 谷川里江（3302）が蒲郡競艇場第3レースにて通算1,000勝を達成
- 2006年（平成18年）
  - 3月21日 - 平和島競艇場で開催された「第41回総理大臣杯競走」において、横西奏恵（3774）が女子選手として2度目のSG競走優勝戦に進出。
- 2007年（平成19年）
  - 3月27日 - 佐藤幸子（3140）が下関競艇場第8レースにて通算1,000勝を達成。
  - 4月26日 - 山川美由紀（3232）が丸亀競艇場第12レースにて通算1,500勝を達成。
  - 6月14日 - 角ひとみ（3334）が三国競艇場第12レースにて通算1,000勝を達成。
- 2008年（平成20年）
  - 3月8日　寺田千恵（3435）が津競艇場第11レースにて通算1,000勝を達成。
  - 第9回競艇名人戦競走に、鵜飼菜穂子（2983）が女子選手として初出場。
- 2009年（平成21年）
  - 12月14日 - 鵜飼菜穂子（2983）が丸亀競艇場第3レースにて通算1500勝達成。
- 2010年（平成22年）
  - 1月16日 - 海野ゆかり（3618）が若松競艇場第11レースにて通算1000勝達成。
  - 4月18日 - 徳山競艇場で開催された「第11回競艇名人戦競走」で、日高逸子（3188）が女子選手として初めて優勝戦に進出。
- 2011年（平成23年）
  - 女子戦の準優勝戦と優勝戦のスタート事故に罰則を導入。
  - 3月10日 - 尼崎競艇場で開催された「第38回笹川賞競走」に女子選手9名が選出。
  - 横西奏恵（3774）がファン投票4位（20,934票）で選出され、女子選手として初めてSG競走のドリーム戦に出場し1着となった[183][184]ほか、最終日の優勝戦にも進出。
- 2012年（平成24年）
  - 3月2日 - 谷川里江（3302）が多摩川競艇場（女子王座決定戦）3日目第8レースにて通算1500勝達成[185]。
  - 3月12日 - 柳澤千春（3254）が浜名湖競艇場3日目第2レースにて通算1000勝達成[186]
  - 7月15日 宇野弥生（4183）がモーターボート大賞（大村競艇場）で優勝。男女混合戦のG2以上競走で女子選手の優勝は13年ぶり。
  - 11月11日 - 淺田千亜希（3645）が鳴門競艇場第9レースにて通算1000勝達成。
  - 12月13日 - 賞金女王決定戦競走が創設。
- 2013年（平成25年）
  - 1月17日 - ボートレース尼崎で行われた「G1開設60周年記念近松賞」で、平山智加（4387）が優勝。男女混合戦のG1競走で女子選手の優勝は14年ぶり。
  - 2月15日 - 山川美由紀（3232）がボートレース若松 第10レースにおいて、女子選手として初めて2000勝達成[187]。
  - 11月2日 - ボートレース下関において、レース前の練習中にコンクリート壁に激突し鈴木詔子（2988）が事故死[188]。
  - 12月15日 - 1月、ボートレース尼崎で歴史的快挙を成し遂げた平山智加がクイーンズクライマックスも優勝した。
- 2014年（平成26年）
  - 4月9日 - ボートレース浜名湖で高橋淳美（3289）が通算1000勝達成[189]。
  - 4月20日 - ボートレース唐津で開催された「第15回マスターズチャンピオン：名人戦競走」に女子2人目となる高橋淳美（3289）が優出。
  - 5月 - ボートレース福岡開催の第41回ボートレースオールスター(笹川賞競走)で12名の女子レーサーが出場しSG競走の女子出場レーサーとしては史上最多記録となった。
  - 7月4日 - ボートレース下関で開催された「プレチャレンジカップ男女W優勝戦 テレボートカップ・JLC杯」の第1レースで、寺田千恵（3435）が通算1,500勝を達成。
  - 7月20日 - ボートレース宮島で開催されたヴィーナスシリーズで、田口節子（4050）が通算1,000勝達成、女子14人目4000番台女子で初達成[190]。
- 2015年（平成27年）
  - 4月2日 - 女性レーサーを対象とした人気投票により出場選手が選出される「レディースオールスター」が創設される[191]。
  - 7月9日 - 日高逸子（3188）がボートレース浜名湖の第8レースで通算2000勝を達成[192]。女子レーサーとして2人目の記録達成。
- 2016年（平成28年）
  - 10月25日 - ボートレース福岡で開催された「第63回全日本選手権競走」で平山智加（4387）がSG史上初の女子レーサーによるドリーム戦・1号艇となった。
- 2017年（平成29年）
  - 11月3日 - 登録5000番台の女子レーサー来田衣織（5003）が初出走。
- 2019年（令和元年）
  - 5月12日 - 21世紀生まれの女子レーサー生田波美音（5094）が初出走。
  - 9月25日 - 谷川里江（3302）がボートレース浜名湖の第7レースで通算2000勝を達成[193]。女子レーサーとして3人目の記録達成。
- 2020年（令和2年）
  - 7月9日 - 寺田千恵（3435）がボートレース桐生の第6レースで通算2000勝を達成[194]。女子レーサーとして4人目の記録達成。
- 2022年（令和4年）
  - 3月21日 - 遠藤エミ（4502）がボートレースクラシックにおいて優勝し、ボートレース初の女性SGタイトルホルダーが誕生した[160]。

## 競走格付け
競走格付けにはグレード制が採用されており、上位のグレードから以下のように分類される。
- SG（スペシャルグレード）
- プレミアムGI - 2014年より新設。SGに準ずる規模の全国発売重賞[197]
- GI (G1)
- GII (G2)
- GIII (G3)
- 一般戦

SGとGI（2014年より新設のプレミアムGIを含む）をあわせて特別競走、GIIを準特別競走ということもある。SGとGIの競走については、原則的にA1級であることが出場資格となる。B2級の選手は、実質的に一般レースにしか出場できない。賞金額も、グレードによって大きく異なる。

## 投票券（勝舟投票券）

### 舟券の発売種類
投票券（勝舟投票券、通称「舟券」）の発売種類は、以下の7種類である。
- 単勝式→1着になる艇番を予想する
- 複勝式（2着払い）→2着までに入る艇番を予想する
- 普通二連勝複式（二連複）→1着・2着になる2艇を順不同で予想する
- 拡大二連勝複式（拡連複）→3着までに入る2艇を順不同で予想する
  - 競馬等で言う「ワイド」にあたるが、日本中央競馬会（JRA）・特別区競馬組合（TCK）が共同で出願した登録商標の為[202]、競艇のみ「拡連複」と呼称している。
- 二連勝単式（二連単）→1着・2着になる2艇を着順通りに予想する
- 三連勝複式（三連複）→1着・2着・3着になる3艇を順不同で予想する
- 三連勝単式（三連単）→1着・2着・3着になる3艇を着順通りに予想する

現在は売り上げの大半が三連単となっている。これはレースが6艇で行われることから、他の賭式がいずれも的中確率が高いため、高配当の可能性が低いことが理由としてあげられる。単勝式は売り上げ額が低く、発売窓口が限られる競走場もあるため、人気の指標となりえない。
的中した舟券の払い戻し期間は60日である（払い戻しを全く行わなかった日は算入されない）。但し、無観客開催措置に伴い時効までに払戻が出来なくなった場合、当該競艇場及び当該場外発売場にて購入した投票券については、営業再開後60日間まで延長される（新型コロナウイルス感染拡大による事例）。
2007年の法改正で、複数レースに渡る投票方式である重勝式（中央競馬の「WIN5」、競輪の「チャリロト」や「Kドリームス」、オートレースの｢モトロト」など）の発売が可能となっているが、システム更新にかかる開発費の問題から、2021年1月現在では重勝式を導入している競艇場はない。

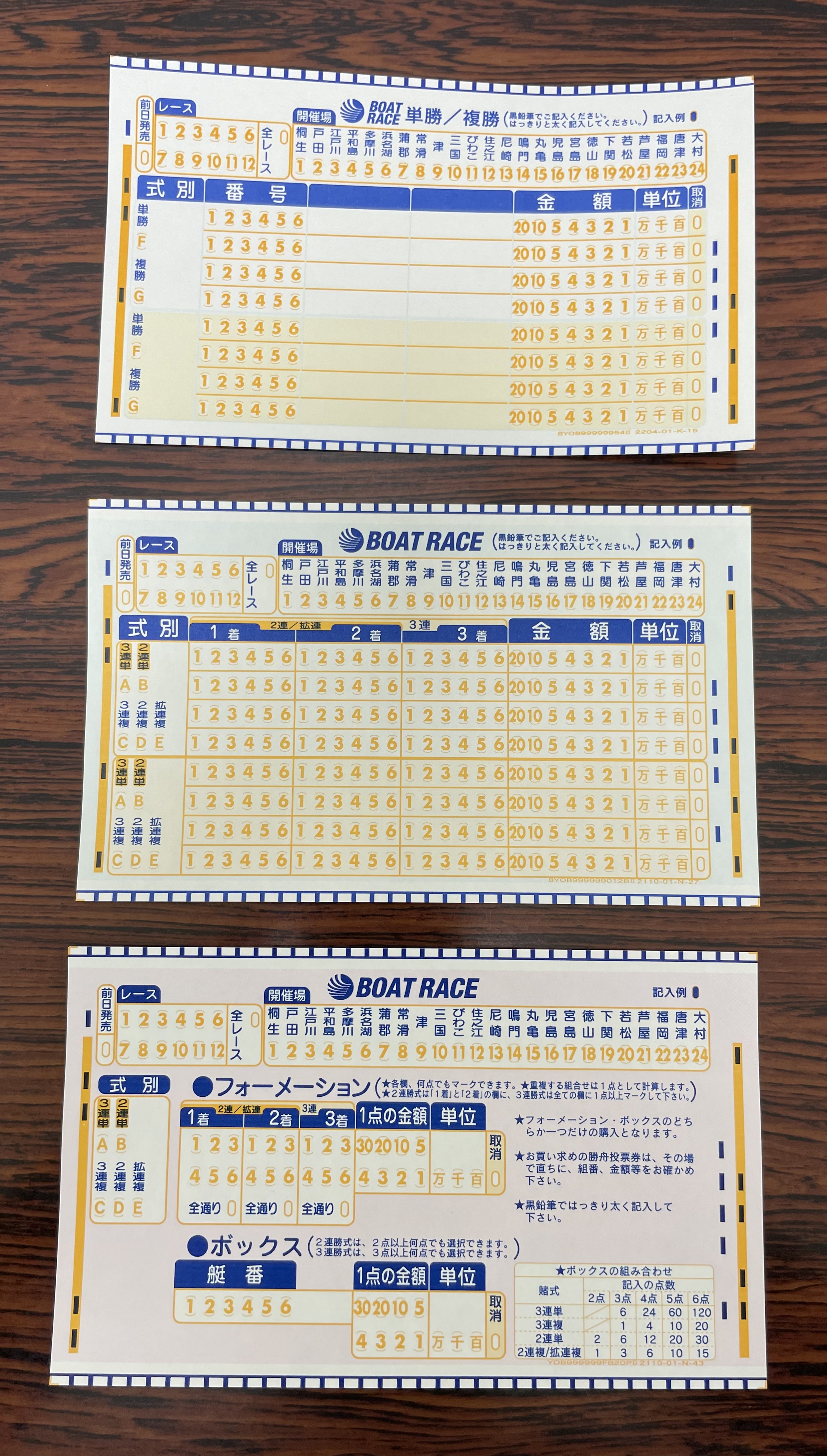
購入する際に使用するマークカード

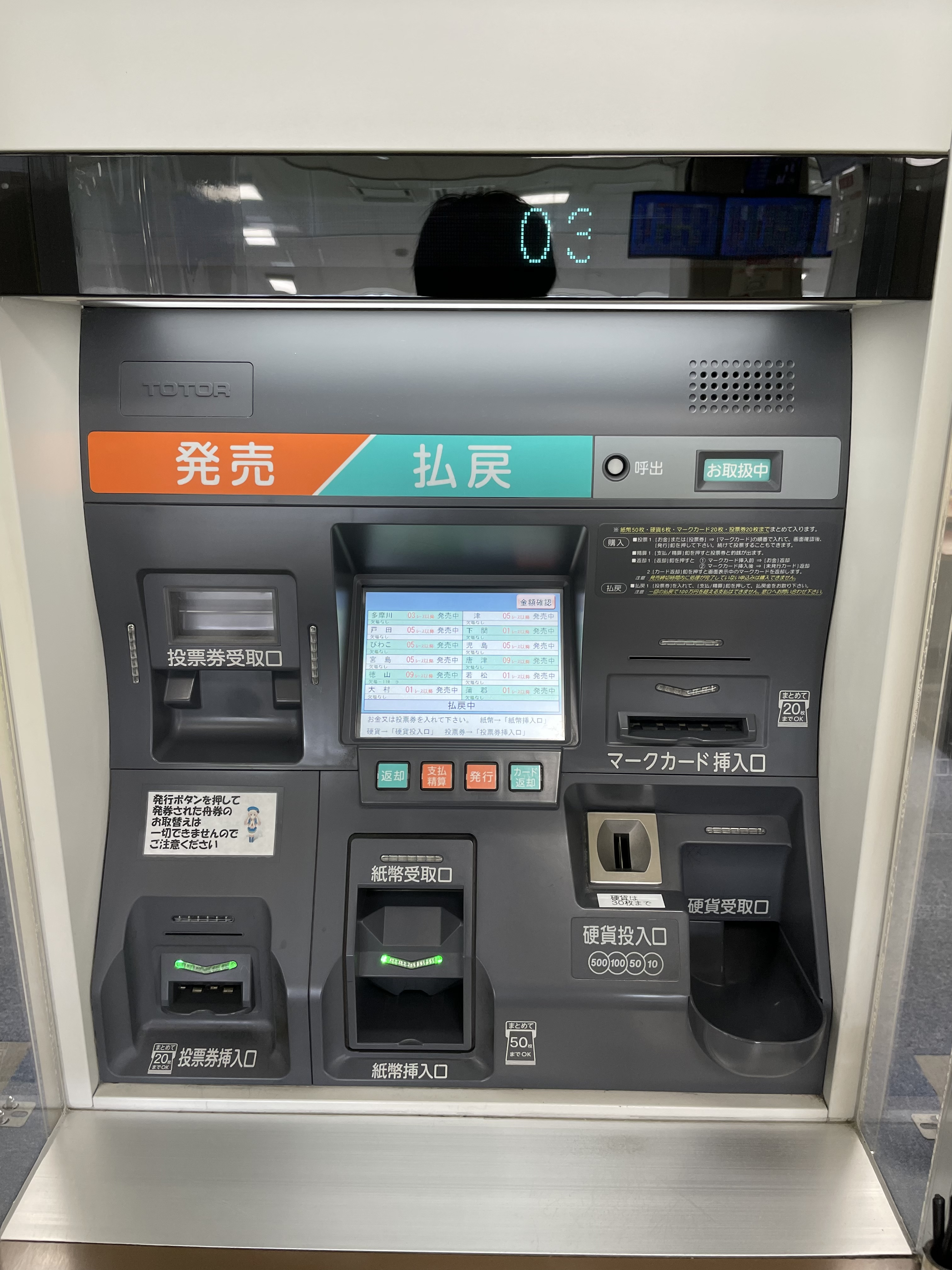
券売機。写真の機械では高額ではない払い戻しもできる。

### 電話投票
テレボート
テレボートとは、電話・インターネット投票に関わる事務を一括して行うセンターの愛称。かつては地区ごとに「テレボート九州」「テレボートせと」などと分かれて存在し、各テレボートごとに競艇を紹介する小さな展示館のような施設を持っていたが、数年前に全国の事務を一括して受け付ける「テレボート」に統合され、各地の展示施設も廃止された。現在のテレボートは、電話・インターネット投票の募集や情報提供を主に行っている。

### 場外発売場
主催者の中には、ボートレース場以外の場所に「ボートレースチケットショップ」などの愛称で場外発売場を設置して、舟券の発売を行っている。

### 売上金の内訳
出典：日本財団サイトの「活動資金」ページより
- 払戻金 - 75%（全賭式共通）
- 日本財団への交付金 - 2.8%
- 日本モーターボート競走会への交付金 - 1.3%
- 地方公共団体金融機構への納付金 - 0.2%
- 開催経費（管理費、人件費、施設費、賞金など） - 実費
- 主催自治体 - 残額

## 各メディアでの展開
- SGの全競走（ボートレースクラシック・ボートレースオールスター・グランドチャンピオン・オーシャンカップ・ボートレースメモリアル・ボートレースダービー・チャレンジカップ・グランプリ）とプレミアムGIの全競走（ヤングダービー・レディースチャンピオン・マスターズチャンピオン・ボートレースバトルチャンピオントーナメント・クイーンズクライマックス）については準優勝戦や優勝戦を中継放送している。
- 下記にも述べるとおり、近年のテレビ・ラジオともにSG戦レース中継では、ゲストとしてボートレースとは関係ない人物をスタジオに招いて、レギュラー出演者らとともにレース展開の予想などを行っている。
- 2010年より地上波テレビ・ラジオ向けは「BOAT RACEライブ→BOAT RACEプレミア」として制作・放送されている。
- テレビ・ラジオともに、台風等の不可抗力で日程が順延された場合、放送枠のスライドは行われず、そのまま予定された枠にて当日のレースが中継される。

### テレビ
- 以前は優勝戦をテレビ東京[† 26]やTXNの各系列局制作で放送していたが、優勝戦が日曜日に開催されるようになり、夏季はナイター競走による開催が定着していることもある関係上、テレビ東京系で一部放送できない場合があるため、関東・中京・近畿の各広域放送地域では地元の独立UHF放送局を使って中継する場合も多い。ただし、一部地域では放送しない場合もあるほか、深夜の録画中継に変更される場合もあり、開催地によっては生放送が現地地方局から各独立UHF放送局への裏送りとなることもある。近年では画像処理を施し、水面上に距離を表す数字とラインを重畳している場合もある（但し、実際にボートレース場には表す事は出来ない）。出走表などはJLCの画面とほぼ同じものを使用。また、ボートレース桐生やボートレース平和島の場内映像（インターネット配信も同様）でもバーチャルCGで水面上に距離を表す数字とラインを重畳している（スタート･ゴールの文字も出ている）
- 総理大臣杯～ボートレースクラシックは2009年より優勝戦をTBS系で全国放送するようになった。TBSでは、2013年以降首都圏で行われる他のSG優勝戦も同様に中継されるようになっている[† 27]。番組タイトルは「水上の挑戦者スペシャル→GO！スプラッシュ」。
- 地方局制作の場合、本来の系列と関係ない臨時的なネットワークが行われる場合がある。
  - 例：福岡放送（日本テレビ系）制作で、BS-TBS・中国放送（以上TBS系）・秋田朝日放送（テレビ朝日系）等。
- また、各地のGI（周年記念など）・GII・GIIIなどは主に開催される地域の独立UHF放送局が実況放送する場合があり、場外発売を行う地域でも放送される場合がある。
- 上記のほか、一部のSGはBSデジタル放送（主にBS-TBSやBS日テレ）でも放送している。地上波と同系列のBS局で同時放送する場合もある。また2011年度から2024年度まで原則日曜日にBSフジでレギュラー放送されていた。なお、2025年度から、放送局をBSテレ東に移動して同様に日曜日にレギュラー放送（16時～16時54分）がされている。番組タイトルは「全力YELL!ボートレーススピリッツ」である（基本的に、BSフジで放送されていた当時のスタイルで放送）。
- スカパー!ではレジャーチャンネル（有料）で放送。5チャンネルを使用して一般戦も含め完全生中継を行う。
- テレビ埼玉では埼玉県内の公営競技のダイジェスト番組「BACHプラザ」が毎日放送され、ボートレース戸田開催時（前検日から最終日まで）は全レースの結果と翌日の終盤2、3レースの出走表が紹介されている[† 28]。
- 2020年以降は中継拠点であるSIX WAKE ROPPONGIが東京・六本木にオープンしたことに加え、新型コロナウイルス流行の影響から、関東圏外での開催時における現地への出演者派遣を最小限にとどめ、開催場に関係なくTOKYO MXを実質的な制作局（地元放送局での放送がある場合、TOKYO MXは名目上制作協力扱いに廻り、制作著作は当該地元放送局扱い）として、SIX WAKE ROPPONGIからの進行としている。

#### テレビ中継の主な解説者
- 夢大作
- 立川談春
- 植木通彦

#### テレビ中継の主な出演者
概ね下記の各出演者が担当する。
- 生島ヒロシ - メイン（主に優勝戦の司会を担当）
- 荻原次晴 - メイン（以前はメイン・リポーターだったが、2011年以降は主に優勝戦の司会を担当）
- 青島健太 - メイン
- 梶原しげる - メイン
- 武田修宏 - メイン
- 桑野信義 - メイン・リポーター（以前は優勝戦中継時に、主にスタンドからリポートしていた。）
- 川口和久 - メイン・リポーター（ドリーム戦の司会を担当することもあった。2011年は巨人コーチ就任のため出演なし）
- 小林麻耶 - メイン
- 青木源太 - メイン
- 桝田絵理奈 - メイン
- 永山美穂 - アシスタント
- 山元香里 - アシスタント
- 高尾晶子 - ピットリポートを担当することが多い。優勝戦直後にはテレビ・ラジオ共通の優勝者インタビュアーも担当。
- 上記の他、芸能人・元スポーツ選手（蛭子能収など）が出演する。
- 2011年から2021年のBSフジの中継（SG・GI〈周年記念なども含む〉が中心）では、女優の島崎和歌子とスポーツキャスターでボートレース戸田で実況担当していた堂前英男が進行役として出演していた。

### ラジオ
- SGやプレミアムGIはラジオでも中継しており、現在は文化放送の制作で優勝戦を「ボートレースラジオ実況中継」のタイトルで全国中継している（2012年までナイター競走の場合は優勝戦展望のみで、一部のナイターSGをQRからの裏送りでプロ野球中継（JRNナイター・NRNナイターなど）を放送しない一部放送局向けに生中継する形を採っていたが、2013年からは日曜日のプロ野球中継（文化放送ホームランナイター）を日本シリーズ以外実施しなくなったため、自社でも生中継するようになった。[† 29]。文化放送では競艇の広報番組として『アインシュタイン・山崎紘菜 Heat&Heart!』を放送しており、日中開催のSGは同番組を差し替えて中継する。過去にはRFラジオ日本なども中継を行っていたことがある。
- 放送形態として、ナイターレースはプロ野球中継がない場合は生放送/録音放送（生放送を編集なしで放送する場合[† 30]と、レース実況の録音ダイジェストと司会担当アナのレース結果速報を伝えるミニ番組のパターンがある）、それ以外は生放送を行うが、全てを放送する場合とレース実況後に飛び降りる/レース終了後に飛び乗るパターンがある[† 31][† 32][† 33][† 34][† 35][207][† 36]。
- 競艇場のある地域のNRN加盟局を中心にネットされるが、福岡県ではRKB毎日放送[† 37]、沖縄県では琉球放送[† 38]とNRN非加盟局がネットしている。
- 2018年3月よりTBSラジオにて情報番組「ハライチ岩井 ダイナミックなターン!」が放送されている（当初は5週限定だったが、2019年10月にレギュラーとして再開）。

#### ラジオ中継の主な出演者
- 高橋将市（文化放送アナウンサー）、土井悠平、寺島啓太、槇嶋範彦（いずれも元・文化放送アナウンサー。QR退職後も出演）－司会・実況担当（地方開催でも出張して担当する。過去には松島茂、鈴木光裕も担当していた）
- 上記にも述べた通り、テレビと同様に競艇とは関係ない芸能人などがゲストとして出演する場合がある。なお開催競艇場の地元局アナウンサー若しくは近くの地元局アナウンサーが出演する場合は「ゲストパーソナリティ」と紹介される事もある（例：2012年4月22日にBOAT RACEびわこで開催した第14回名人戦競走優勝戦を放送したがこの時のゲストパーソナリティは西のお隣・KBS京都から海平和アナウンサーが参加していた。ただしKBS京都のラジオは滋賀県も放送地域である）。
- 2014年1月より、「BOATRACE RADIO GIRL」というwebページがスタートした。これは「全国のラジオ局の女性アナウンサーやパーソナリティがボートレース場を盛り上げる」として、各局ごとに担当者を決め、ボートレースに関するブログ執筆や担当ラジオ番組への選手のゲスト出演などを行っていた。「BOATRACE RADIO GIRL」のページは文化放送のサーバーに設置されていた。2019年以降この活動は途絶えており、現地局からの中継へのパーソナリティ派遣は継続しているものの、下記担当者も含めて「ボートレースラジオパーソナリティ」の肩書に統一されている。
- 下記表のうち、カッコ内にある放送局は、地元球団関係のプロ野球中継（年度上半期）、ないしはJリーグ中継（ほぼ通年）を行う関係で、本来のAM（ワイドFMを含む）が中継できない場合の代替放送を行う放送局（ぎふチャンラジオはAM・ワイドFM、他はFM専業）である。

| 放送局                               | 担当競艇場         | 担当者                             |
| ------------------------------------ | ------------------ | ---------------------------------- |
| 文化放送                             | ボートレース桐生   | 野口逢里→加納有沙→舘谷春香、長麻未 |
| 文化放送                             | ボートレース戸田   | 野口逢里→加納有沙→舘谷春香、長麻未 |
| 文化放送                             | ボートレース江戸川 | 野口逢里→加納有沙→舘谷春香、長麻未 |
| 文化放送                             | ボートレース平和島 | 野口逢里→加納有沙→舘谷春香、長麻未 |
| 文化放送                             | ボートレース多摩川 | 野口逢里→加納有沙→舘谷春香、長麻未 |
| 静岡放送                             | ボートレース浜名湖 | 鬼頭里枝                           |
| 東海ラジオ （ぎふチャン ラジオ）     | ボートレース蒲郡   | 青山紀子                           |
| 東海ラジオ （ぎふチャン ラジオ）     | ボートレース常滑   | 青山紀子                           |
| 東海ラジオ （ぎふチャン ラジオ）     | ボートレース津     | 青山紀子                           |
| 福井放送                             | ボートレース三国   | 阿部真由美                         |
| KBS京都                              | ボートレースびわこ | 海平和                             |
| ラジオ大阪                           | ボートレース住之江 | 瀬川貴恵→玉川恵→佐藤美佐子         |
| ラジオ大阪                           | ボートレース尼崎   | 瀬川貴恵→玉川恵→佐藤美佐子         |
| 四国放送                             | ボートレース鳴門   | 木戸弥生                           |
| 西日本放送                           | ボートレース丸亀   | 奥田麻衣                           |
| RSK山陽放送                          | ボートレース児島   | 安井優子                           |
| 中国放送 （FMちゅーピー）            | ボートレース宮島   | 伊藤日向子→金田和恵                |
| 山口放送                             | ボートレース徳山   | 原田かおり                         |
| 山口放送                             | ボートレース下関   | 原田かおり                         |
| RKB毎日放送 （ラブエフエム国際放送） | ボートレース若松   | 植村友紀                           |
| RKB毎日放送 （ラブエフエム国際放送） | ボートレース芦屋   | 植村友紀                           |
| RKB毎日放送 （ラブエフエム国際放送） | ボートレース福岡   | 植村友紀                           |
| RKB毎日放送 （ラブエフエム国際放送） | ボートレース唐津   | 植村友紀                           |
| 長崎放送                             | ボートレース大村   | 菊野紗史                           |

### ネット配信
インターネットを利用したストリーミング配信としては、日本レジャーチャンネル（JLC）の「JLCスマート」「レジャチャンオンデマンド」等がある。その他に各競艇場単位で、YouTubeやニコニコ動画に独自チャンネルを開設しレース中継を行っている例も多く、中にはJLCとは別個に芸能人や元選手を呼んで中継番組を制作するところもある（住之江競艇場「アクアライブステーション」など）。
AbemaTVでは、2019年6月に「BOATRACEチャンネル」を開設しており、主に金曜・土曜に独自の中継番組を配信している。

### 雑誌
競艇を専門に扱う雑誌としては「マクール」（三栄書房）、「BOATBoy」（日本レジャーチャンネル）などがある。

### 新聞
「スポーツボートレース6」と題し、全国紙系列4紙と地方紙系列3紙で、ホリプロ（スピードワゴンとクワバタオハラはホリプロコム、磯山さやかはホリ・エージェンシー）に所属する競艇愛好家の各界著名人によるコラムを2010年度までは月曜日（各紙隔週。新聞休刊日の場合は翌火曜日。掲載日は新聞社によるが、5週ある場合は第5週休載）、2011年度以後はSG/GI<主要全国発売レース>開催の直近に広告として掲載している。これらはボートレース公式サイトから見ることができる。

#### 担当者
2010年度まで第1・3週はスポニチ、報知、デイリー、第2・4週はニッカン、サンスポ、中スポ・トーチュウ、西スポが各新聞社別に担当していた。2011年からは下記7組のメンバーの中から1組がランダムに登場して全新聞共通でコラムを執筆している。
- クワバタオハラ（漫才　2010年度までスポーツニッポン担当）
- 磯山さやか（女優・タレント　同スポーツ報知担当）
- 田代さやか（タレント　同デイリースポーツ担当）
- スピードワゴン（漫才　同日刊スポーツ担当）
- 武田修宏（サッカー解説者　同サンケイスポーツ担当）
- 大島麻衣（歌手・タレント。元AKB48メンバー　同中日スポーツ・東京中日スポーツ担当）
- 宮下純一（元競泳選手。スポーツ解説者　同西日本スポーツ担当）

## コマーシャルメッセージ (CM)
コマーシャルメッセージ (CM)

### CMソング・イメージソング
- 1991年 『One Two Finish!』 作詞:山本寛太郎、作曲:ジョー・リノイエ、歌:山田裕子
- 1991年 『HAPPY DAY』 歌:E-ZEE BAND
- 1993年 『OPEN YOUR HEART』 作詞:寺田恵子・安藤芳彦、作曲:寺田恵子、編曲:松下誠、歌:寺田恵子
- 1994年 『+1?プラスワン?』 作詞:田辺智沙、作曲:樫原伸彦、編曲:岩崎文紀、歌:近藤名奈
- 1995年 『あなたに愛されたい』 作詞:田久保真見、作曲:松本俊明、歌:関本彩子
- 1995年 『心にKISSして』 作詞:小山薫堂、作曲:白井良昭、歌:関本彩子
- 1997年 『10万カラットの夢』 作詞:高柳恋、作曲:SHIME・山崎利明、編曲:山崎利明、歌:SHIME（シメ）
- 2004年 『涙を虹に』 作詞：前田亘輝、作曲：春畑道哉、編曲：TUBE、歌：TUBE
- 2004年 『Now & Here』 作詞：前田亘輝、作曲：春畑道哉、編曲：TUBE、 歌：TUBE
- 2005年 『SKY HIGH』 作詞：前田亘輝、作曲：春畑道哉、編曲：TUBE、歌：TUBE
- 2006年 『Fair Wind』 歌:小柳ゆき
- 2006年 『誓い』 歌:小柳ゆき
- 2007年 『One in a million』 歌・小柳ゆき
- 2008年 『幸せのちから』 歌・和田アキ子
- 2009年 『あなただけの青空』 歌・和田アキ子
- 2010年1月 - 6月 『Everything will be all right』 歌・Do As Infinity
- 2010年7月 - 12月 『1/100』 歌・Do As Infinity
- 2020年7月 - 12月『第六感』 歌・Reol
- 2021年1月 - 4月『STARTLINE』歌・大原櫻子
- 2021年4月 - 8月『SPLASH』歌・空音
- 2021年8月 - 12月『ナイトダンサー』歌・秋山黄色
- 2022年1月 - 6月『ダイナマイト』歌・Superfly
- 2022年7月 - 12月『up!!!!!!』歌・スキマスイッチ[208]
- 2023年1月 - 12月『スパークルダンサー』歌・フレデリック[209]
- 2024年1月 - 6月『最高速度』歌・SHISHAMO
- 2024年7月 - 2025年6月『MAKE A MiRACLE』歌・LiSA
- 2025年7月 - 『Chase the Shine』歌・SPYAIR

### CM出演
競艇ではイメージキャラクターを採用しており、主にPR活動のほか、表彰式や開会式での司会を担当する。ラジオCMに関しては映像媒体と違うCMを作成し放送している。
| 担当期間        | 担当者 | キャッチフレーズ他 |
| --------------- | --- | --- |
| 1993年          | 寺田恵子 | 水上の格闘技・モーターボートレース |
| 1995年          | 関本彩子、植木通彦他 | 俺が植木だ! |
| 1996年          | 服部幸男、松井繁他 | 水の上では先輩も後輩もない! |
| 1998年          | 今村豊他 | みんなの競艇、わたしの競艇 |
| 1999年          | 役所広司 | 熱いですね、競艇 |
| 2002年・2003年  | 遠藤久美子 | キョーテー・ハニー（2002年） |
| 2004年・2005年  | TUBE | |
| 2004年 - 2007年 | 優木まおみ | |
| 2008年・2009年  | 和田アキ子 | 2009年からはスピードワゴンやクワバタオハラなど、ホリプロ所属のお笑い芸人と出演 |
| 2010年          | 千原ジュニア・南明奈 | スポーツ新聞の新人記者（南）・カメラマン（千原）という設定 |
| 2011年          | 南明奈・北条隆博 | 南が競艇の舟番ごとの色をあしらった猫のキャラクター「アッキーニャ」として登場する |
| 2012年・2013年  | 南明奈 | キャラクター「アッキーニャ」は変わらず、南が単独で出演する |
| 2014年          | clementine（クレメンティン）（WHITE）今野晶乃（BLACK）渡辺直美（RED）青山恵梨子（BLUE）oh!YUKA（YELLOW）ヘマ・モラレス（GREEN）    | 「BOATNYA」。前年までの「アッキーニャ」をリニューアルして猫のキャラクターを踏襲した謎の覆面ダンサーユニットという設定である。 |
| 2015年・2016年  | すみれ | （2015年度）「BE DYNAMITE!」のキャッチフレーズのもと、「BOATNYA」のメンバーを入れ替えた。 （2016年度）時代劇風のもので、架空の都市「水の都・BOEDO CITY（ボエド・シティー）」を守る忍者という設定。ゲストキャラクターあり （ゲスト）（1）「押し掛け女房の巻」おかずクラブ （2）「遅刻奉行の巻」蝶野正洋 （3）「無駄遣い議員の巻」杉村太蔵 （4）｢いじめ主人の巻｣トレンディエンジェル （5）「汚部屋娘の巻」春香クリスティーン （6）「ポイ捨て花魁の巻」IVAN                            |
| 2017年          | 渡辺直美 | 「Let's BOATRACE!」のキャッチフレーズのもと2014年以来3年ぶりに起用の渡辺と、BENIがイメージソングでコラボレーションをする。 |
| 2018年          | 渡辺直美・ロバート | 前年に引き続き「Let's BOATRACE!」のキャッチフレーズのもと、とあるカフェを舞台に渡辺は、ボートレースを盛り上げるディーヴァ“NAOMI”として、ロバートの3人は、秋山がボートレース好きの「カフェマスター」、馬場・山本は次第にボートレースの魅力に引き込まれていく「カフェの常連客」という設定。 |
| 2019年          | 渡辺直美・ロバート・CYBERJAPAN DANCERS（KAZUE（赤）・KANAE（青）・KANA（黄）MIKA T（黒）・JURI（白））・田中圭・ブラックマヨネーズ | 「BOATFUL FANTASY（ボートフル ファンタジー）」のキャッチフレーズのもと田中圭演じる、脱サラして憧れのボートレースの世界に飛び込む新人ボートレーサー「田中くん」が、渡辺直美とCYBERJAPAN DANCERSの演じる「人魚姫姉妹」、ロバートの3人が演じる「カメラマン＆記者」に見守られながら成長していく、ハートフルならぬ“ボートフル”なファンタジーである。その後新キャラクターとしてブラックマヨネーズの吉田が演じる魔女と小杉が演じる「田中くん（?）」が新たに登場。                          |
| 2020年          | 田中圭、武田玲奈、葉山奨之、飯尾和樹、小林涼子                                                                                     | 「ハートに炎を。BOAT is HEART」のキャッチフレーズのもと田中圭が引き続き出演。さらに武田玲奈、葉山奨之、飯尾和樹、小林涼子をメンバーとして迎え、タナカくんが優勝を目指して戦う1年を、それぞれのハートを燃やして競うレーサーたちの群像劇として描いている。 |
| 2021年          | 神尾楓珠、芋生悠、飯尾和樹、MEGUMI、博多華丸、山村紅葉                                                                             | 「Splash ボートレーサーになりたい!」のキャッチフレーズのもと、それぞれにある追いかけたい夢のために、プロアスリートであるボートレーサーで「スポーツで一生食っていく」ことを決意した神尾楓珠演じる「カミオ」と芋生悠演じる「ハルカ」を中心とした人間ドラマ。前年ベテランボートレーサー役を演じた飯尾和樹がボートレーサー養成所の教官役で引き続き出演する他、現役レーサーでもあるハルカの母をMEGUMI、養成員たちを見守る華丸所長を博多華丸、食堂のおばちゃんを山村紅葉が演じる。        |
| 2022年          | 神尾楓珠、芋生悠、中村獅童、MEGUMI、土屋アンナ、ゆりやんレトリィバァ、吹越満、和田まんじゅう                                       | 「アイ アム ア ボートレーサー」。2021年度からの実質的な続編であり、晴れてボートレーサー養成所を卒業したカミオ（神尾）とハルカ（芋生）が、先輩レーサーたち（シドウ=中村、メグミ=MEGUMI、アンナ=土屋、ユリ=ゆりやん、フキコシ=吹越満）と戦う様を描く全12話からなるシリーズ。シドウの弟子だった元ボートレーサーの寿司屋の大将を和田まんじゅうが演じる。 |
| 2023年          | 神尾楓珠、中村獅童、長谷川京子、藤森慎吾（オリエンタルラジオ）、王林、山之内すず                                                   | 「アイ アム ア ボートレーサー」。ストーリーは2022年からの流れを汲むが、カミオがシドウに弟子入りし、師弟関係を結ぶことになる。そして女子レーサー・キョウコ（長谷川）がボートレースの最高峰SG競走を、女子選手として初めて制するところから物語が始まる。このキョウコのモデルは2022年3月に行われた「ボートレースクラシック」で実際に優勝した遠藤エミ。さらに今年度から芋生、MEGUMI、土屋らに代わり、藤森、王林、山之内がレーサーの役で登場する1年間・12話からなるシリーズを予定している |
| 2024年          | 神尾楓珠、中村獅童、藤森慎吾、山之内すず、江口のりこ、矢吹奈子                                                                     | 「ボートレース だれもが躍動するスポーツ」。2021年度から続くカミオ・シドウを中心に展開するシリーズの第4弾。今回は実際のボートレーサーをモデルに、年齢・性別を問わず同じ頂点を目指すボートレーサーの姿を描いたもので、キョウコ・オウリンに代わり、新たにベテランレーサー・ノリコと新人のナコが登場する |
| 2025年          | 神尾楓珠、中村獅童、江口のりこ、矢吹奈子、前田旺志郎、笹野高史                                                                     | 「ボートレース だれもが躍動するスポーツ」。カミオ、シドウを中心に展開するドラマ仕立てのCMも節目の第5弾となる。今作ではシンゴ、スズに代わり、新人のオウシロウと、最年長選手のササノが加わり、世代や性別に関係なく、誰もが頂点を目指すボートレースの世界での様々な人間模様を12話で構成する。 |

CM素材については2009年4月以降、レースそのものや・CMソング・イメージソングを強調するCMとは別に、収益金からなる日本財団や納付した自治体の事業や社会貢献活動をアピールしたCM（アザラシの「ていちゃん」が登場するCM）も放送されている。
スポンサークレジットは当初は「全国モーターボート競走施行者協議会」であった（その時期には、大泉滉がファン心理を題材にしたもの、当時の日本船舶振興会のCMと同じ要領で、競艇の収益が社会貢献に使われている説明的なものなども放送されていた）が、その後は「水上の格闘技 KYOTEI（競艇）」や「BOAT RACE」など競艇の呼称そのものをクレジットとして表記していた。2012年以後は「BOAT RACE振興会」で統一されている。

## 男女が同じ条件で戦う競艇
競艇の特色の一つは「男女が同じ条件で戦う」（下記体重制限を除いて）ことである。
競艇の産みの親の一人である笹川良一は、終戦後「これからは男女が同じ立場になる時代が来る」と痛感。当初から女子にも選手への道を開くことを構想し、実践した。第1回全日本選手権には早くも4人の女子選手が出場し、1950年代には周年記念で3人が優勝している。
1960年代には女子の選手数が激減し一時は4人にまで落ち込んだが、1980年（昭和55年）にデビューした田中弓子の活躍を機に再び増加に転じ、現在は約1600人いる選手のうち約250人が女子選手である。
女子選手限定のレースも行われているが、多くは男女混合のレースであり、男女で体重制限（最低体重）が異なる以外はすべて同じ条件で争う。この体重制限の差がレース展開に大きな影響を及ぼすこともあり、1周1マークでは前を許したものの、バックストレッチで驚異的な伸びを見せて追いつき、2マークで女子選手が逆転するなどといったケースも多く見られる。
かつて男女差は4kg（男子は51kg以上、女子は47kg以上）であったものが規定が変更され、男子は52kg以上（女子は変更なし）となったことで5kgの差が付いたことは大きく、5kg差＝1艇身と言われている世界で軽量の女子が男子と渡り合う貴重な武器になった。そのため、男女混合のレースで女子選手が勝つことは日常茶飯事で、一般戦では女子選手がシリーズ優勝することもそれほど珍しくなく、中堅以下の男子選手がトップクラスの女子選手に勝つことは容易ではなくなったほか、上記の通り女子選手がSGをも制覇するようになった。獲得賞金についても、遠藤エミが8057万1000円、三浦永理が5710万6000円（いずれも2024年）を獲得するなど、女子のプロスポーツとしては高額な部類である（ちなみにガールズケイリンでは、2024年の3564万4000円が過去最高額）。

### 女子選手とSG・GIの主な記録
2022年3月、女子選手によるSG優勝が記録された。
- 1999年（平成11年）には、山川美由紀が女子選手として41年ぶりにGI（四国地区選手権）で優勝した。
- 2001年（平成13年）には、寺田千恵が女子選手として初めてSG（第11回グランドチャンピオン決定戦競走）優勝戦に進出した（優勝戦は5着）。
- 2001年（平成13年）は、大島聖子が男子選手を抑えて最多勝タイトルを獲得した。これは女子選手としては初めて。
- 2006年（平成18年）には、横西奏恵が女子では2度目のSG（第41回総理大臣杯競走）優勝戦に進出した（優勝戦は6着）。
- 2011年（平成23年）のSG（第38回笹川賞）で、横西奏恵は夫の山崎智也と共にドリーム戦に出場し（SGドリーム戦で史上初の夫婦対決となった）女性選手がSG競走でドリーム戦に出場し、1着という史上初の快挙を達成した。そして自身2度目のSG優勝戦に進出した（優勝戦は6着）。
- 2013年（平成25年）1月、平山智加が56年ぶりに周年記念（GI尼崎開設60周年記念競走・近松賞）で優勝した。
- 2013年（平成25年）の名人戦競走では日高逸子が、2014年（平成26年）の同競走では高橋淳美がそれぞれ準優勝（2着）を果たした。
- 2018年（平成30年）のボートレースオールスターでは、小野生奈と松本晶恵が準優勝戦に進出した。
- 2022年（令和4年）SGボートレースクラシックで遠藤エミがSG初優勝となった[160]。
- 2022年（令和4年）SGボートレースオールスターで、平高奈菜が女子では4人目のSG優勝戦に進出した。

## 競艇をテーマにした作品

### 映画
- フライング飛翔 1988年、東映

### 小説
- 湖底の賭（梶山季之）「一攫千金の夢」（石川喬司・選／日本ペンクラブ編）所収。1983年集英社文庫。
- 女流選手（富島健夫）「一攫千金の夢」（石川喬司・選／日本ペンクラブ編）所収。1983年集英社文庫。
- 女とギャンブル（富島健夫）1986年桃園文庫ほか。主人公はコーチ屋。
- 0（ゼロ）秒の悪魔（風見玲子）1989年広済堂文庫。主人公は大分県出身の女子選手。

### 漫画
- モンキーターン（河合克敏）
- 競艇少女（作：寺島優、絵：小泉裕洋）
- アタック0秒1（作：板坂康弘、画：田丸ようすけ）
- 透明アクセル（三田紀房）
- 夢色スプラッシュ（あやせ理子）1990年、学文社。木村厚子ストーリー。
- ターンマークの鷹

### ゲーム
- バーチャル競艇21（2001年、日本物産） - PlayStation用ゲーム。
- 競艇WARS マクル6（2002年、エンターブレイン） - PlayStation用ゲーム。開発はパリティビット。
- THE 競艇（2002年、ディースリー・パブリッシャー） - PlayStation用ゲーム。SIMPLE1500シリーズの一作。
- モンキーターンV（2004年、バンダイ） - PlayStation 2用ゲーム。上記の漫画のゲーム化作品。
- 競艇キング3D!!DX - 携帯アプリ。i-mode、Yahoo!ケータイ、EZWeb公式コンテンツ。
- 競艇ドリーム★!! - 携帯アプリ。i-mode、Yahoo!ケータイ、EZWeb公式コンテンツ。
- マリオパーティ3（2000年、任天堂）- NINTENDO 64用ゲーム。ミニゲームに「モーターボートレース」というゲームがある。
- 競艇サクセス - 携帯アプリ。i-mode、Yahoo!ケータイ、EZWeb公式コンテンツ。
- Battle of 6 BOAT RACE（2010年、BOAT RACE振興会） - iPod touch / iPhone向けゲーム。
- STARBOAT（2011年、セガ・インタラクティブ）- 育成+BETゲームで実況は内田和男アナ。平和島と住之江が掲載している。
- ボートレース艇王★（2011年）- Android向けゲーム。
- レーシング艇王★（2016年）- Google Play,AppStore配信アプリ

## 韓国の競艇
1991年12月31日に競輪競艇法が成立。エンジン開発や選手養成等の準備期間を経て2002年10月18日、渼沙里漕艇競技場において初開催。通称：KBOAT。実施主体はソウルオリンピック記念国民体育振興公団競艇運営本部。
当初は毎週火曜日・水曜日に1日8R、単勝・複勝・2連単・2連複の各賭け式の舟券が発売された。翌年から水・木曜日に変更、2004年に3連複が導入され、2024年現在は1日17R行われている。競技形式はおおむね日本のものを取り入れているが、スタートタイミングが日本の倍の2秒以上で出遅れとなる、1日に数レースオンラインスタート（待機行動なしでピットから直接スタートする）の競走があるなど若干の違いがある。
大村競艇場では、2008年4月6日に韓国競艇のトップ選手6名（男子4、女子2）を招いて模擬競走を行った。